# Siebenbürger Sachsen

Wappen der Siebenbürger Sachsen

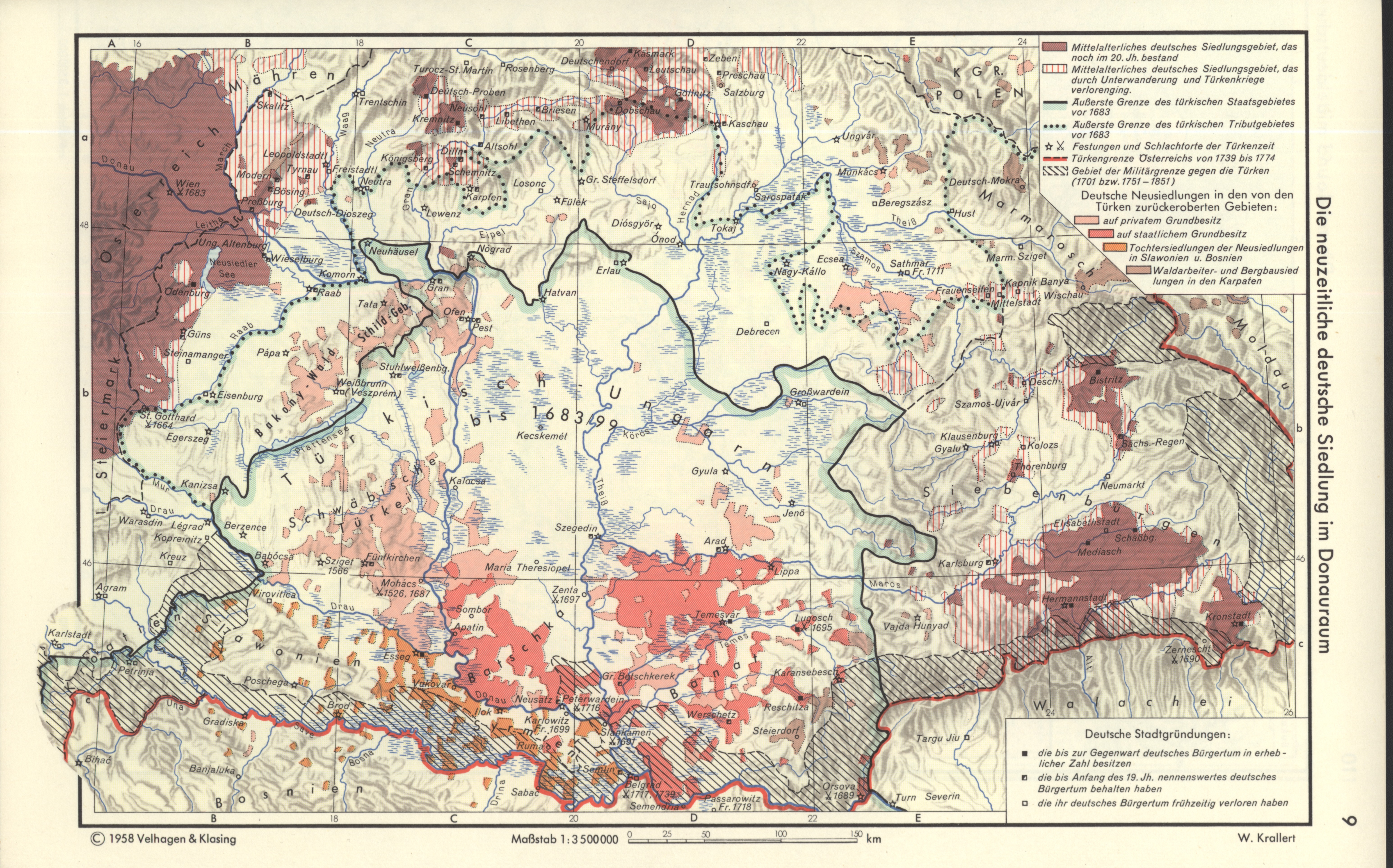
Karte deutschsprachiger Siedlungsgruppen seit Mittelalter und Neuzeit im Königreich Ungarn und Umgebung. Siedlungsgebiete der Siebenbürger Sachsen in Siebenbürgen im Mittelalter: östlich, rotbraun mit feiner schwarzer Schraffur; weinrot schraffiert: früheres Vorkommen

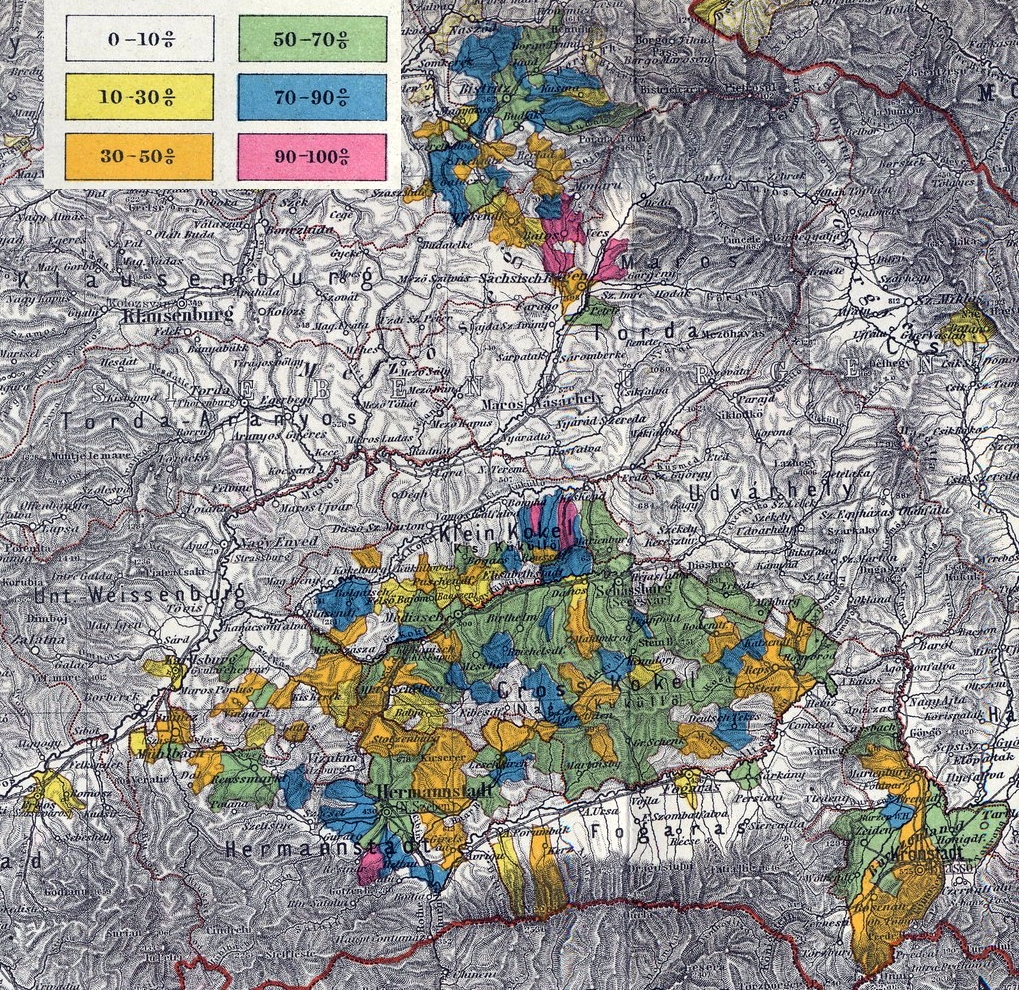
Siedlungsgebiete der Siebenbürger Sachsen 1890

Die Siebenbürger Sachsen (rumänisch sași, ungarisch erdélyi szászok, in der Eigenbezeichnung auch Siweberjer Såksen) sind eine deutschsprachige Minderheit der Rumäniendeutschen in Siebenbürgen, das an der Grenze von Ostmitteleuropa zu Südosteuropa gelegen ist. Die Reliktmundart der Volksgruppe ist Siebenbürgisch-Sächsisch (Siweberjesch Såksesch); ihre Sprachinsel liegt außerhalb des zusammenhängenden deutschen Sprachraums und hatte nie Anschluss an ein anderes deutschsprachiges Territorium.
Die Siebenbürger Sachsen wurden im 12. Jahrhundert im Zuge der hochmittelalterlichen Ostsiedlung in Siebenbürgen ansässig und sind damit zusammen mit den Deutsch-Balten eine der ältesten im Osten des Kontinents noch bestehenden deutschen Siedlergruppen. Darüber hinaus sind die Siebenbürger Sachsen mit anderen ethnischen deutschen Minderheiten vergleichbar, die ihre Wurzeln auf die Ostsiedlung nach deutschem Recht zurückführen können, wie etwa in Polen (Schlesien), Böhmen (Sudetendeutsche) und der Slowakei (Karpatendeutsche, darunter Zipser Sachsen).
Siebenbürgen entwickelte sich ab dem 12. Jahrhundert als Teil des Königreichs Ungarn. Nach der Teilung Ungarns 1540 war es als Fürstentum Siebenbürgen unter der Oberhoheit des Osmanischen Reiches zumindest innenpolitisch weitgehend autonom. Im Großen Türkenkrieg besetzten die Habsburger das Fürstentum und gliederten es 1699 im Frieden von Karlowitz in die Habsburgermonarchie ein. Nach der Niederlage Österreich-Ungarns im Ersten Weltkrieg proklamierte die Karlsburger Nationalversammlung am 1. Dezember 1918 die Vereinigung Siebenbürgens mit dem rumänischen Altreich. Die Siebenbürger Sachsen begrüßten in der Mediascher Anschlusserklärung im Februar 1919 den Anschluss an das Königreich Rumänien. Im Jahr 1920 wurde die Eingliederung Siebenbürgens in den rumänischen Staat im Vertrag von Trianon festgeschrieben.
Hatten im Jahr 1930 noch etwa 300.000 Siebenbürger Sachsen in Siebenbürgen gelebt, bekannten sich bei der Volkszählung von 2011 in ganz Rumänien 36.042 Einwohner als Rumäniendeutsche; die Anzahl der Siebenbürger Sachsen darunter ist unbekannt. Die große Mehrheit war seit den 1970er Jahren und in einem großen Schub ab 1990 vor allem in die Bundesrepublik Deutschland, aber auch nach Österreich ausgewandert. Organisierte Gemeinschaften Siebenbürger Sachsen leben in nennenswerter Anzahl auch in Übersee, so in Kanada und in den Vereinigten Staaten (z. B. Alliance of Transylvanian Saxons, Saxonia Hall oder Transylvania Club).

## Namensursprung

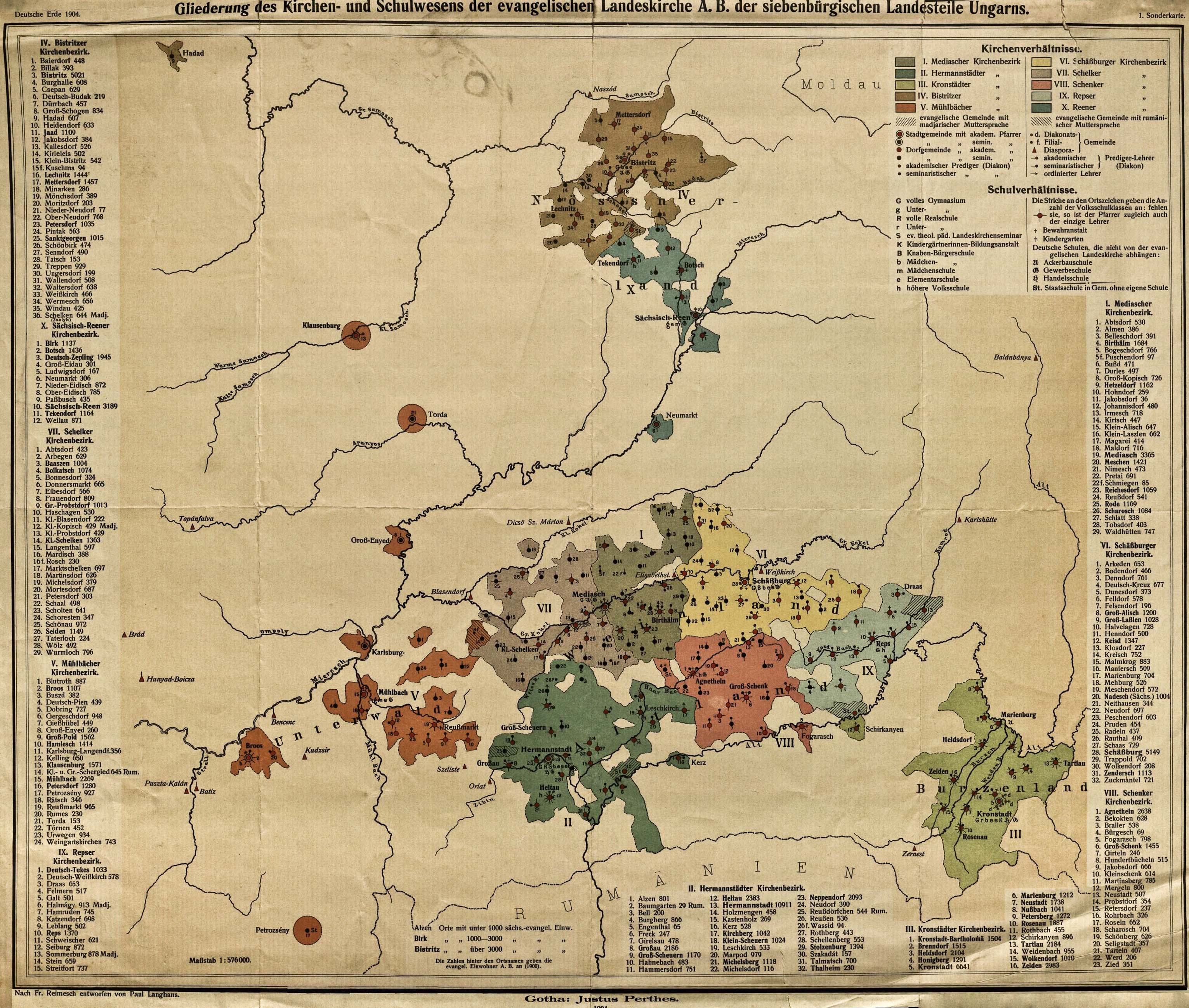
Die Evangelische Kirche in Siebenbürgen um 1904

Die Bezeichnung Sachsen geht wahrscheinlich auf ein sprachliches Missverständnis zurück. Ein kleiner Teil der Siedler wurde in der lateinischen Kanzleisprache der ungarischen Könige als Saxones bezeichnet. Auf Siebenbürgen bezogen fand dieser Terminus erstmals 1206 in einer Urkunde des Dompropstes von Weißenburg Anwendung und bezeichnete die Bewohner der Orte Krakau, Krapundorf und Rumes im Unterwald als primi hospites regni (deutsch die ersten Gäste des Reiches).
Die erwähnten Saxones waren Menschen „… quos et nobilitas generis exornat et provida priorum regum deliberatio acceptiores habuisse dignoscitur et digniores …“ (deutsch …, die neben anderem auch der Adel ihrer Abstammung auszeichnet, was auch die früheren Könige geschätzt und ausgezeichnet hätten …). Vermutlich handelt es sich um Ministerialadelige, die um 1200 in Ungarn als servientes regis (deutsch Diener des Königs), im deutschen Reich aber als milites (deutsch Ritter, Soldaten) bezeichnet wurden. Sie erhielten in der Urkunde klassische Adelsrechte in Wirtschaft, Weinbau, Schweine- und Viehzucht, Abgabenfreiheit sowie Befreiung von der Kriegsumlage (lateinisch collectae). Karako (Krakau) und Crapundorph (Krapundorf) wurden auch 1225 nochmals in einer königlichen Urkunde gesondert erwähnt. Dort wurden die Deutschen dieser Orte vom Weinzoll befreit. Die dort erwähnten Saxones sind also nicht mit denen aus der Hermannstädter Provinz zu verwechseln.
Es wurden auch Personen in den Kommentierungen von Urkunden aus dieser Zeit namentlich erwähnt, so beispielsweise Saxo Fulco um 1252, der Besitzer des Zekeschgebietes (lateinisch terra Zek) war und mit seiner Familie während des Mongolensturms 1241/42 ums Leben kam. Ebenso wurden um 1291 Syfrid von Krakau, Jakob von Weißenburg, Herbord von Urwegen und Henc von Kelling genannt, die den Dachstuhl der abgebrannten Weißenburger Kathedralkirche wieder aufbauten und dafür mit 90 Silbermark und 24 Ellen Dorner Tuches bezahlt wurden. Laut königlicher Urkunde waren diese Menschen „quos et nobilitas generis exornat …“ (deutsch mithin Personen, die sich unter anderem durch ihre adelige Herkunft auszeichnen). Weiterhin wären sie, ebenso wie die Saxones in der Urkunde von 1206, bereits unter früheren Königen ausgezeichnet worden und für auszeichnungswürdig gehalten worden (lateinisch … et provida priorum regum deliberatio acceptiores habuisse dignoscitur et digniores.). Es waren also keine bäuerlichen Siedler des Altlandes, die damals noch als Flandrenses (deutsch Flandrer) oder Hospites Theutonicci (deutsch deutsche Gäste) in den Schriften geführt wurden.
Der Terminus Saxones bedeutete daher eine Standesbezeichnung und keine primär ethnische Einteilung. Gemeint waren alle Ritter bzw. deutschen Waffenträger. Schon 1152 wurden diese Bewaffneten erwähnt. König Geisa II. zog zu dieser Zeit mit einem Heer aus Tschechen und Saxones gegen den byzantinischen Kaiser Manuel I. in den Krieg. Auch König Andreas II. umgab sich 1217 auf einer Fahrt ins Heilige Land mit einem Heer aus Ungarn und deutschen Soldrittern, Saxones. Ähnliche Hinweise auf Saxones als Bewaffnete ergaben sich ebenso aus Urkunden von 1210, in denen von Militärformationen die Rede war, die der Hermannstädter Graf Joachim bei einem Krieg gegen die Bulgaren ins Feld schickte. Ein weiteres Dokument von 1230 beschreibt die Pflicht zum Kriegsdienst der hospitibus Theutonicis de Zathmar Nemeti residentibus (deutsch der deutschen Gäste von Sathmar), die more Saxonum in des Königs Heerbann zu stellen hatten. Siebenbürger Sachsen können damit nicht gemeint worden sein.
Die Standesbezeichnung breitete sich erst im Lauf der Jahrhunderte als Begriff der Rechtssprache auf die gesamte Siedlergruppe aus und wurde letztendlich zur Selbstbezeichnung. Letztere war jedoch bis in die Neuzeit hinein im Dialekt detsch oder daitsch, also deutsch und nicht sächsisch bzw. im Dialekt saksesch. In deutschen, hochsprachlichen Urkunden aus Siebenbürgen heißt es auch teutsch. Ein semantischer Gegensatz zwischen saksesch und detsch besteht allerdings nicht. Die Begriffe wurden und werden synonym verwendet.
Mit dem Freistaat Sachsen im heutigen Deutschland hat die Bezeichnung nichts zu tun. Auch handelte es sich nicht um eine Pauschalbezeichnung, bei der etwa alle Deutschen als Sachsen bezeichnet wurden. So wurde ein Deutscher in der ungarischen Sprache Német genannt, ein Siebenbürger Sachse jedoch Szász.

## Herkunft und Ansiedlung

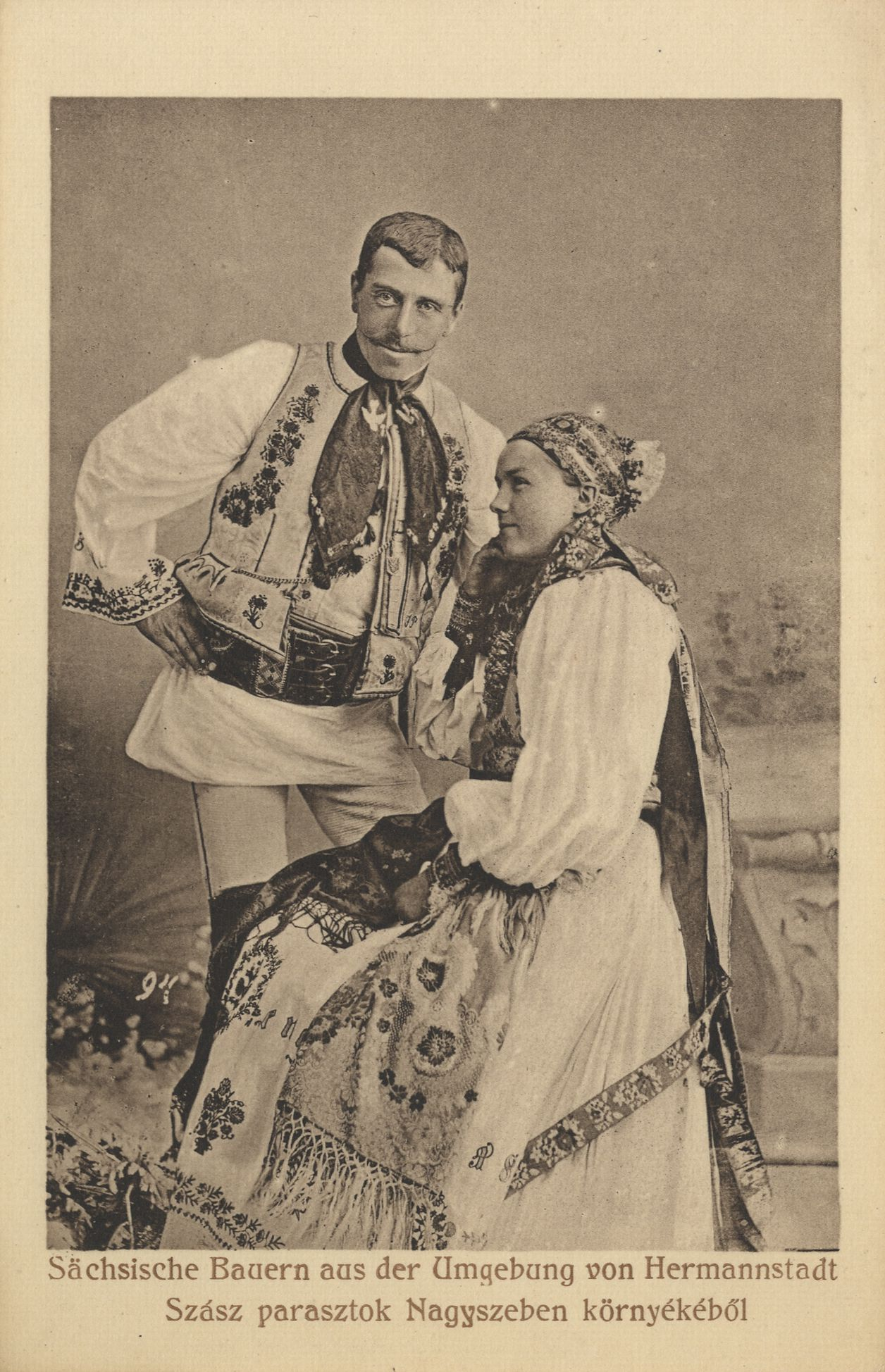
Sächsische Bauern aus der Umgebung von Hermannstadt (um 1900)

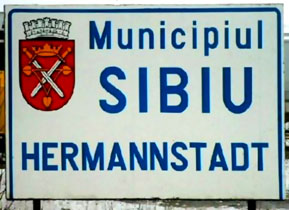
Zweisprachiges Ortsschild in Hermannstadt

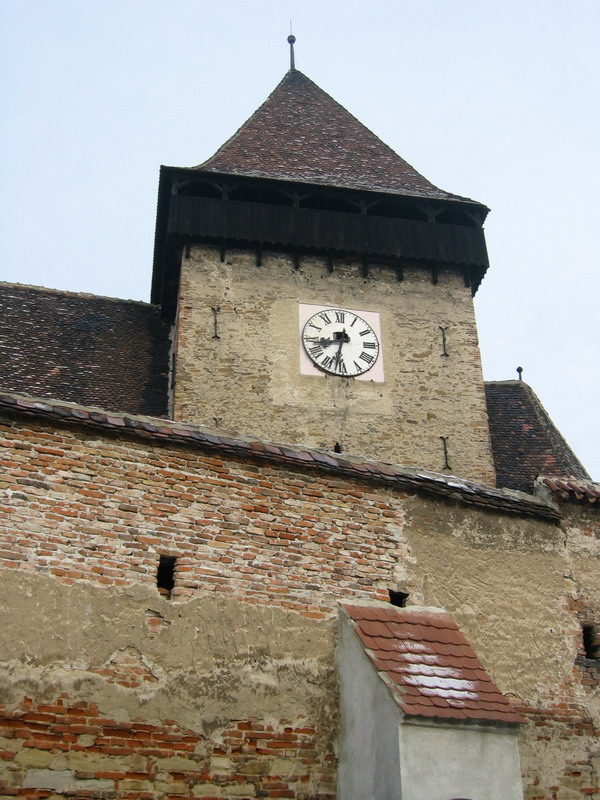
Kirchenburg in Frauendorf

Die Herkunftsgebiete der Siedler lagen größtenteils in den Gebieten der damaligen Bistümer Köln, Trier und Lüttich (heute also zwischen Flandern, Wallonien, Luxemburg, Lothringen, Westerwald und Hunsrück bis hinein ins Westfälische). Ein Teil der Siedler (in Nordsiebenbürgen) kam auch aus Bayern. Der Hauptanteil stammte allerdings aus dem Mittelrheinischen und Moselfränkischen. Diese Siedlergruppe war in keinem Fall homogen, sondern enthielt neben den deutschsprachigen Gruppen auch Altfranzösisch sprechende Wallonen (in den Urkunden heißen diese Latini) und Siedler aus den heutigen Niederlanden.
Die Volkslegende beschreibt die Ansiedlung als Prozess, bei dem die Siedler, die es in ihrer Heimat sehr schlecht gehabt hätten (was sich tatsächlich mit Berichten über Hungersnöte und Seuchen aus der ersten Hälfte des 12. Jahrhunderts in den Bistümern Trier und Lüttich deckt), aus eigenem Antrieb den Weg nach Siebenbürgen gefunden hätten. Am ersten Rastplatz in Siebenbürgen hätten die Siedler beratschlagt (dort wo heute Hermannstadt liegt). Zum Zeichen der Inbesitznahme des Landes sollen die beiden Anführer Hermann und Wolf (anderswo auch Croner genannt) zwei große Schwerter gekreuzt in den Boden gestoßen haben. Diese gekreuzten Schwerter bildeten seit der Zeit das Wappen von Hermannstadt. Die Siedlergruppen hätten sich dann getrennt und wären nach Norden und Osten vorgestoßen. Jede Gruppe behielt ein Schwert und sollte es sorgsam behüten, denn der Verlust des Schwertes würde den Verlust des Landes bedeuten (teilweise wird auch von einem Schwert und einem Eisenhemd gesprochen). Die einen kamen bis Broos, die anderen bis Draas. Dabei hätten sie eine Vielzahl Ortschaften gegründet und das Land gerodet. Der ersten Gruppe jedoch kam ihr Schwert (bzw. das Eisenhemd) abhanden, und ihr Land wurde daraufhin von den Türken verwüstet, war daher verloren. Die zweite Gruppe bewahrte ihr Schwert besser auf und behielt daher das Land in ihrem Besitz.
Dieses Geschehen war jahrhundertelang (und ist teilweise heute noch) stark von Legendenbildung überformt und beeinflusst, enthält jedoch einen Kern Wahrheit, da es den Prozess der Besiedlung Südsiebenbürgens als Mythos beschreibt und das Wegführen der Bevölkerung des Brooser Stuhls durch die Türken um 1420 beinhaltet. Diese legendären Szenarien gelten in der modernen Geschichtsforschung jedoch als widerlegt und sind zum Teil dem Bemühen der Geschichtsschreibung des 19. Jahrhunderts geschuldet. Die Historie wurde als eine politische Waffe im Abwehrkampf gegen die schwindende Bedeutung von Königsboden und Nationsuniversität angesehen, da die forcierte Magyarisierung aller Völker in Transleithanien im Rahmen der ungarischen Nationalitätengesetzgebung als äußerst bedrohlich empfunden wurde.
Die Ankunft der Siebenbürger Sachsen geschah im Rahmen der deutschen Ostsiedlung. Die Siedler wurden professionell durch Lokatoren angeworben und sind in mehreren Schüben in entsprechender Masse nach Siebenbürgen ausgewandert. Ihr Weg hat sie über Schlesien, Sachsen oder Böhmen (angenommen wurde dort eine Zwischenheimat) über die Zips nach Siebenbürgen geführt, oder über die Donau und den Mieresch aufwärts. Die ersten Ansiedlungen erfolgten um 1150 unter König Géza II.
Zudem waren sie nicht die einzigen Deutschen im damaligen Ungarn, da die Könige seit Stephan II. mehrfach deutsche Adelige, Beamte, Handwerker, Bergleute und Bauern an verschiedene Stellen ihres Reiches gerufen hatten. In diese Entwicklung ist die Ansiedlung der Siebenbürger Sachsen einzuordnen.
Die Ansiedlung erfolgte nach gesetzten Prioritäten, so wurden gezielt Dörfer und Städte gegründet und die Binnenbesiedlung forciert. Die ersten 13 Primärsiedlungen im Hermannstädter Kapitel waren Hermannstadt, Stolzenburg, Großscheuern, Burgberg, Hammersdorf, Neppendorf und Schellenberg, im Leschkircher Kapitel waren es Alzen, Kirchberg und Leschkirch sowie Großschenk, Mergeln und Schönberg im Schenker Kapitel. Sogar die Anzahl der ersten Siedler ist durch die Erforschung der Flur- und Hufeneinteilung sächsischer Gemeinden berechenbar. Die Siedlungen bestanden zunächst stets aus einer immer gleichen Anzahl von etwas mehr als 40 Hufen, also über 40 Hofstellen. 13 Siedlungen zu je 40 Hufen ergibt 520 Hufen. Geht man von einer durchschnittlichen Familiengröße von fünf Personen aus, so ergibt sich bei konservativer Schätzung eine Anzahl von 2600 Personen. Weitere Zuzüge im Lauf der folgenden Jahre und Jahrzehnte (auch aus den Ursprungsgebieten) sind wahrscheinlich. Von den Primärorten strömten mit der Zeit Siedler in Neugründungen und wenig erschlossenes Gebiet aus. Ausgehend von den Stühlen Hermannstadt, Leschkirch und Großschenk wurden der Königsboden, das Burzenland und der Nösnergau besiedelt. Darüber hinaus erfolgte Binnenbesiedlung auch auf Adelsboden.
Erst im Laufe der Jahrhunderte bildete sich aus dieser bunten Siedlergemeinschaft ein echtes Volk mit eigenem kulturellen Gedächtnis, eigener Sprache, eigenem Gesetz (Eigenlandrecht) und Autonomieverwaltung (Nationsuniversität).

## Gebiet

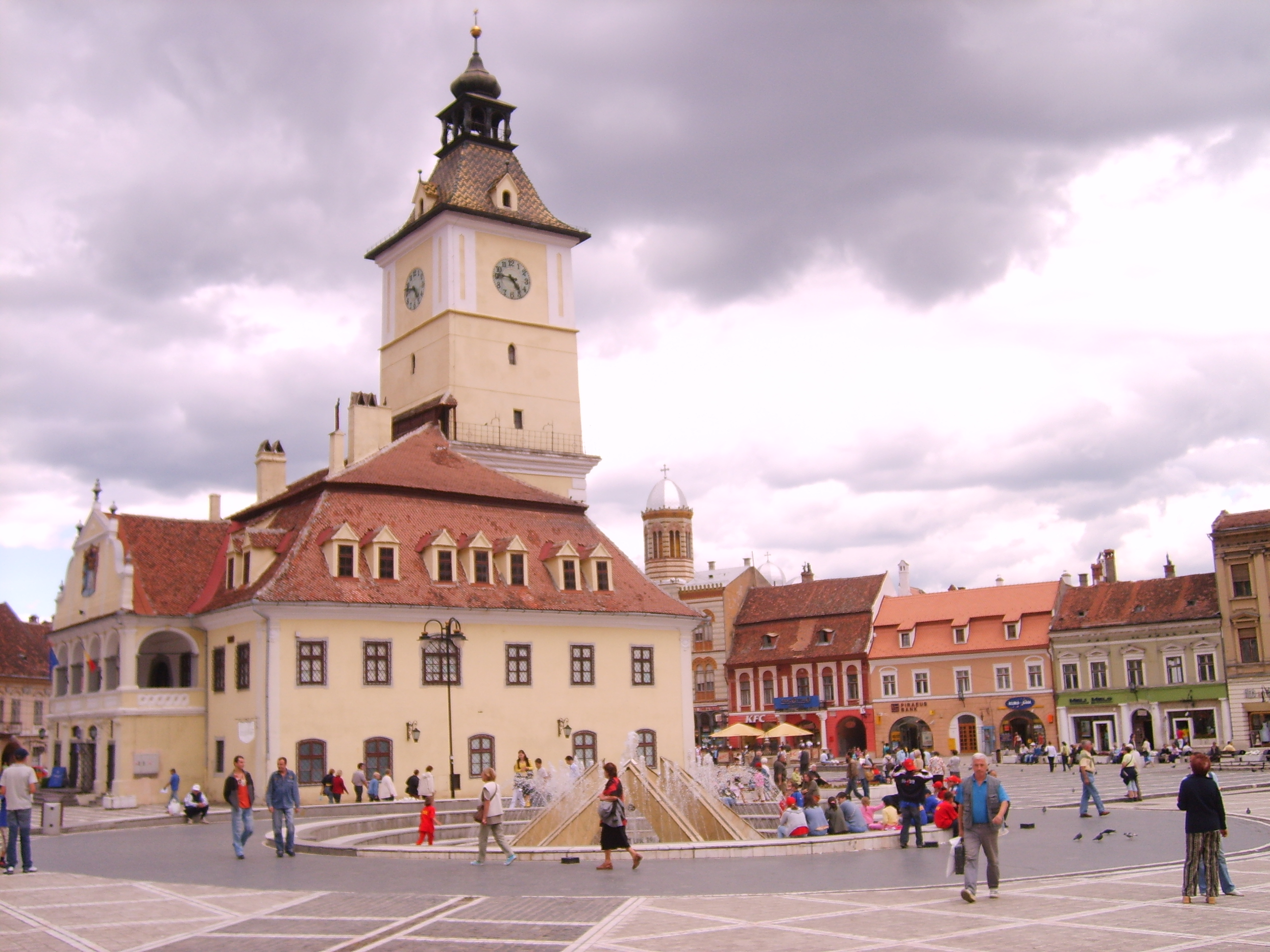
Altes Kronstädter Rathaus

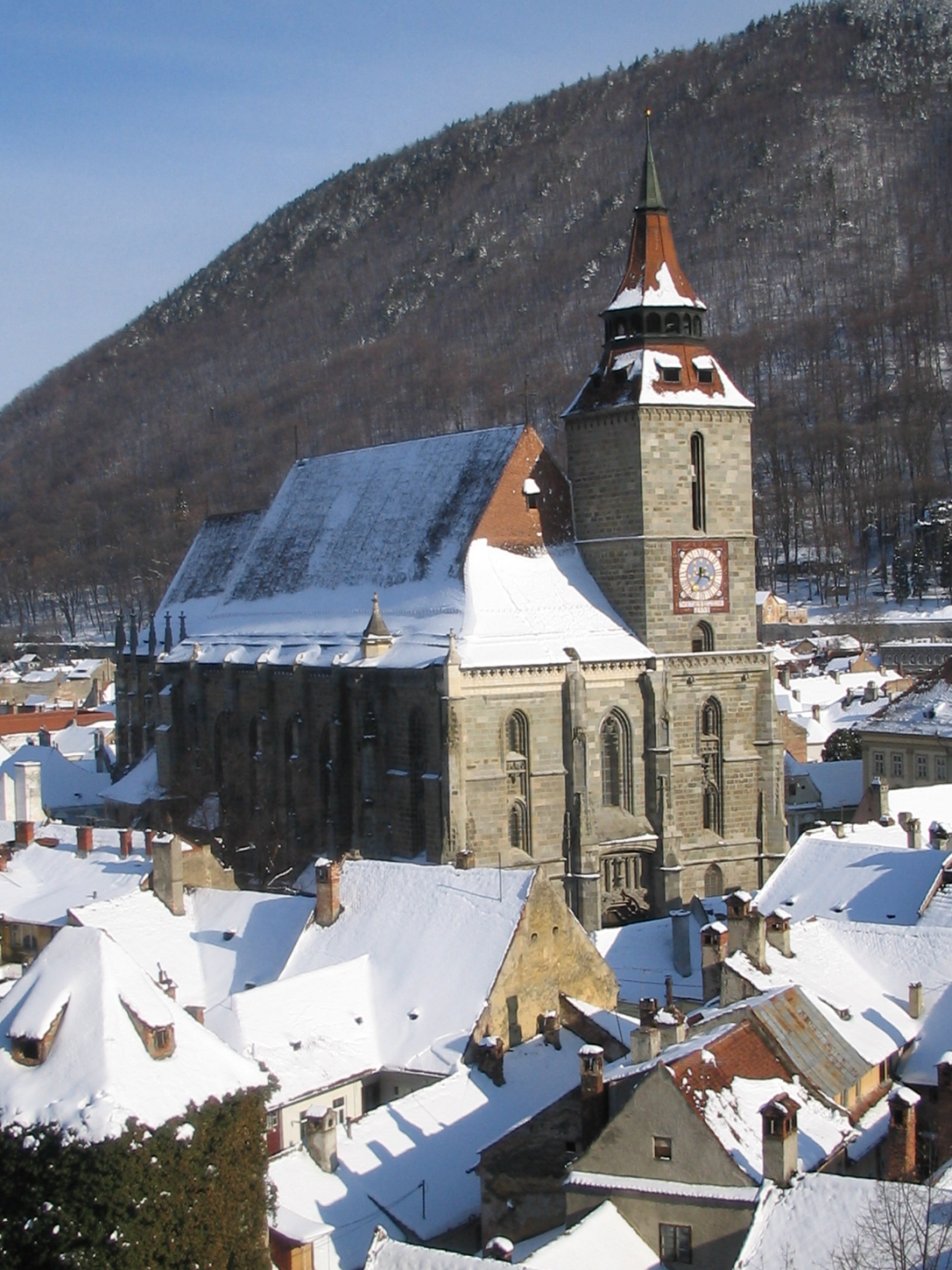
Schwarze Kirche in Kronstadt

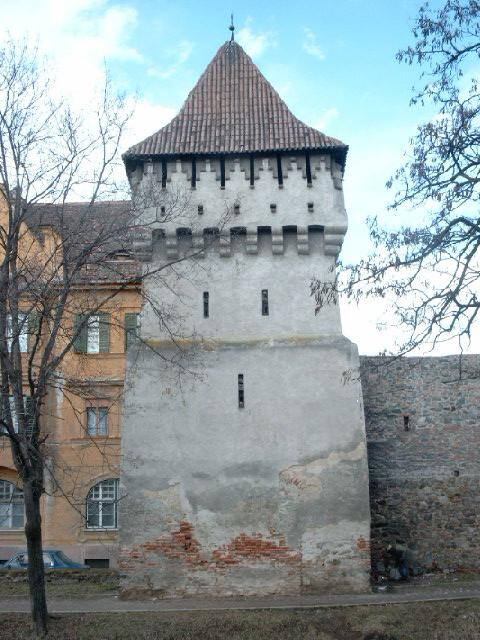
Hermannstadt, Töpferturm und Reste der Stadtmauer

Die Siebenbürger Sachsen siedelten in drei nicht zusammenhängenden Gebieten des mittelalterlichen Fürstentums Siebenbürgen: Altland, Nösnergau und Burzenland. Untergliedert wurden diese in noch kleinteiligere Verwaltungseinheiten, die bis weit ins 19. Jahrhundert hinein Bestand hatten.
Sieben Stühle
Broos
Mühlbach
Reußmarkt
Hermannstadt
Leschkirch
Großschenk
Schäßburg
Reps
Zwei Stühle
Mediasch
Schelken
Nösnerland
Bistritz
Burzenland
Kronstadt
Daneben gab es noch weitere inoffizielle sächsische Regionsbezeichnungen, die aber nicht zwingend mit den Verwaltungseinheiten übereinstimmten, z. B. Weinland (um Mediasch), Repser Ländchen, Unterwald, Reener Ländchen, Krautwinkel, Harbachtal usw.
Die alten Gebietskörperschaften orientierten sich an der ethnischen und rechtlichen Zugehörigkeit der sächsischen Bewohner und bildeten zusammen den Königsboden. Allerdings entspricht dieser nicht den heutigen Grenzen der Kreise Hunedoara, Alba, Hermannstadt, Kronstadt, Mureș und Bistritz, die alle Teile des Königsbodens enthalten.

## Sonderrechte und Dominanz

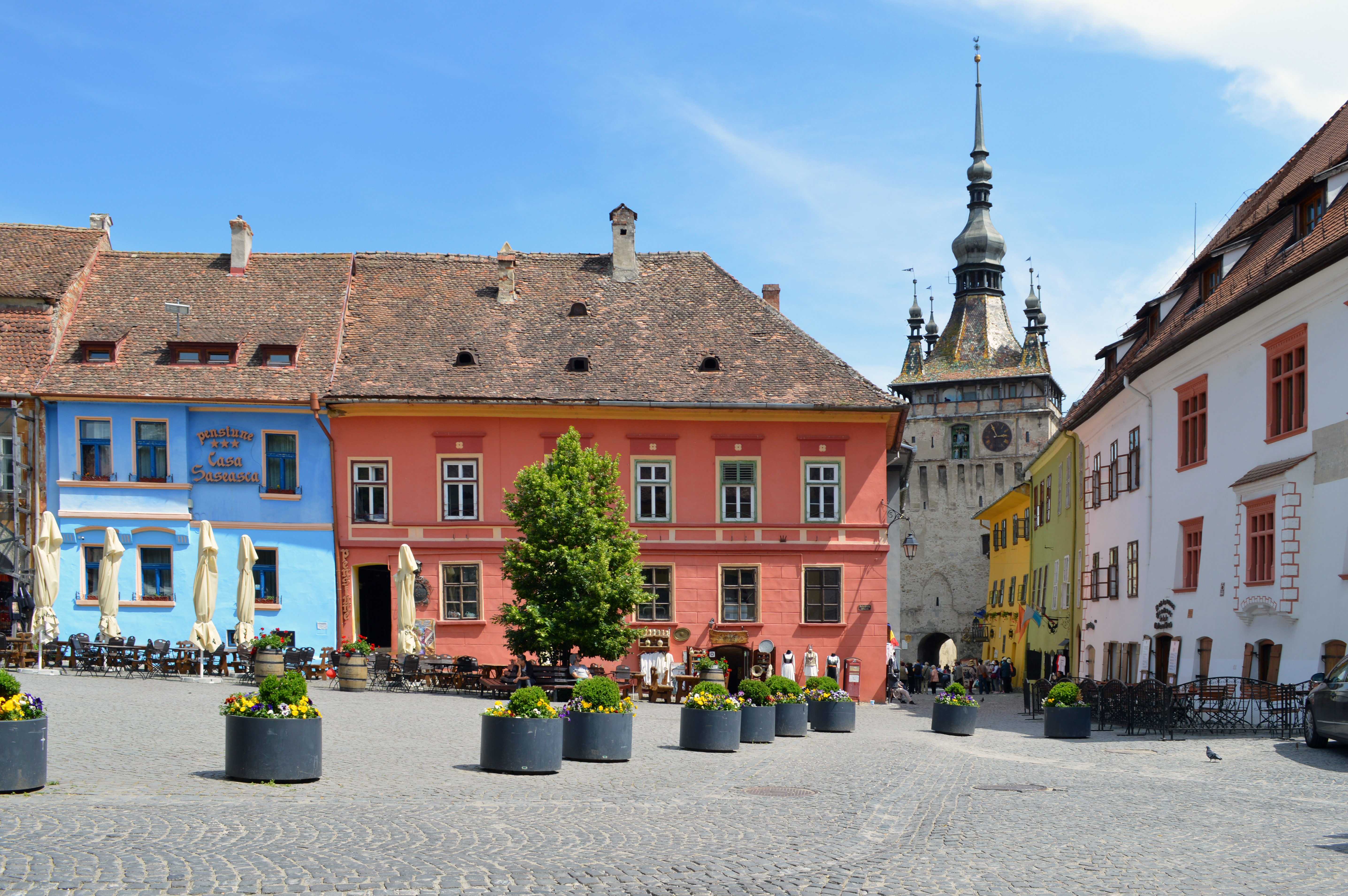
Schäßburg, Stundturm

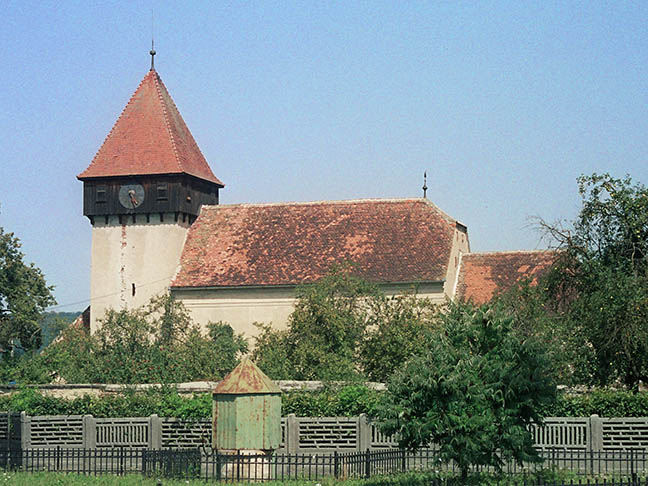
Gierelsau

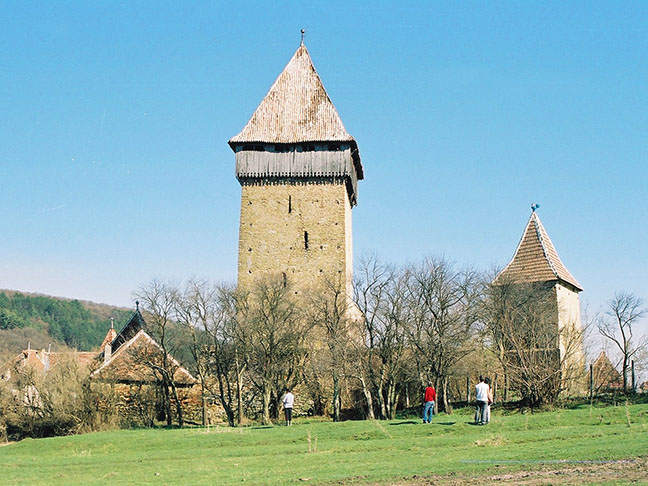
Jakobsdorf

Die Bedeutung der Siebenbürger Sachsen in ihrer Region lässt sich nur aus der Geschichte heraus erschließen. Die meisten wichtigen Städte und viele Ortschaften Siebenbürgens sind Gründungen der siebenbürgisch-sächsischen Siedler. Bis heute prägen ihre Kulturgüter und historischen Bauten das Bild Siebenbürgens. Ihre kulturelle und wirtschaftliche Dominanz reichte noch weit ins 20. Jh. hinein und endete erst mit der Machtübernahme der Kommunisten in Rumänien 1944/45. Dies beinhaltete auch den Besitz von Land und Wäldern, die sich in den Siedlungsgebieten der Siebenbürger Sachsen bis zum Ende des Zweiten Weltkrieges zum größten Teil (ausgenommen die Besitztümer der Nationsuniversität, die schon zuvor verstaatlicht worden waren) im Besitz der deutschen Minderheit befanden.
Diese herausragende Stellung verdankten die Siedler einer Reihe von Privilegien, die sie teilweise schon in der Ansiedlungszeit und besonders nach der Vergabe des Goldenen Freibriefes und der Errichtung des Königsbodens erhalten hatten. Diese Privilegien sollten ursprünglich dazu dienen, die wirtschaftlichen Leistungen der Siedler zu befördern und damit möglichst hohe Steuereinnahmen für die ungarische Krone zu generieren.
Die Privilegien und Rechte wurden über die Jahrhunderte konstitutiv für die Siedlergemeinschaft und von dieser auch bis ins ausgehende 19. Jahrhundert erfolgreich gegen staatliche Eingriffe verteidigt. Aus diesen rechtlichen Besonderheiten erwuchs ein Standes- und Nationalbewusstsein, das zusätzlich durch eine für die Siebenbürger Sachsen über Jahrhunderte geltende De-facto-Autonomie gestützt wurde. Die Nationsuniversität als Organ der Selbstverwaltung und das Eigenlandrecht als kodifiziertes Gewohnheitsrecht der Siedler waren zwei bedeutende Garanten für diese Sonderposition, aus der heraus sich erst gewisse historische und kulturelle Leistungen der Siebenbürger Sachsen einerseits und ihr Bestehen in einer oft feindlichen Umgebung über eine so lange Zeit andererseits erklären lassen.
Die Beurteilung der Rolle der Siebenbürger Sachsen in Siebenbürgen war und ist immer noch abhängig von nationalen Sichtweisen. Insbesondere Ende des 19. und Anfang des 20. Jahrhunderts entstand zwischen Ungarn, Rumänen und Siebenbürgendeutschen Streit über die Anteile der einzelnen Nationen an der Entwicklung Siebenbürgens. Damit sollten – vor allem von Seiten Ungarns und Rumäniens – auch territoriale Ansprüche historisch legitimiert werden. Dieses Unterfangen ist in der Rückschau jedoch insbesondere für die Rumänen als recht zweifelhaft zu betrachten, da mit derartigen Bemühungen eine rigide, minderheitenfeindliche Politik begründet wurde.
Auch nach der endgültigen Aufhebung von Königsboden, Nationsuniversität und Eigenlandrecht 1876 besaßen die Siebenbürger Sachsen den überwiegend größten Teil der Produktionsmittel, Industrien und Ressourcen in ihrem angestammten Gebiet. Überdies bestanden seit der Ansiedlungszeit regelmäßige Kontakte und Austausch zum deutschen Sprach- und Kulturraum. Zum Studium suchten die Siebenbürger Sachsen traditionell die Universitäten in Wien oder im mitteldeutschen Raum auf und brachten von dort beständig neue, westliche Ideen (klassische Beispiele wären Reformation und Buchdruck), Standards und Technologien mit. Damit waren sie den anderen Ethnien Siebenbürgens auch ohne ihre Sonderrechte oftmals weit überlegen.
Erst als durch den Eisernen Vorhang dieser Austausch unterblieb und das Eigentum der Siebenbürger Sachsen in großangelegten Zwangskollektivierungs- und Enteignungsmaßnahmen der Kommunisten eingezogen und die Volksgruppe durch gezielte Diskriminierung des rumänischen Staates nach dem Ende des Zweiten Weltkrieges entrechtet worden war, änderte sich die Situation grundlegend.

## Soziale Besonderheiten

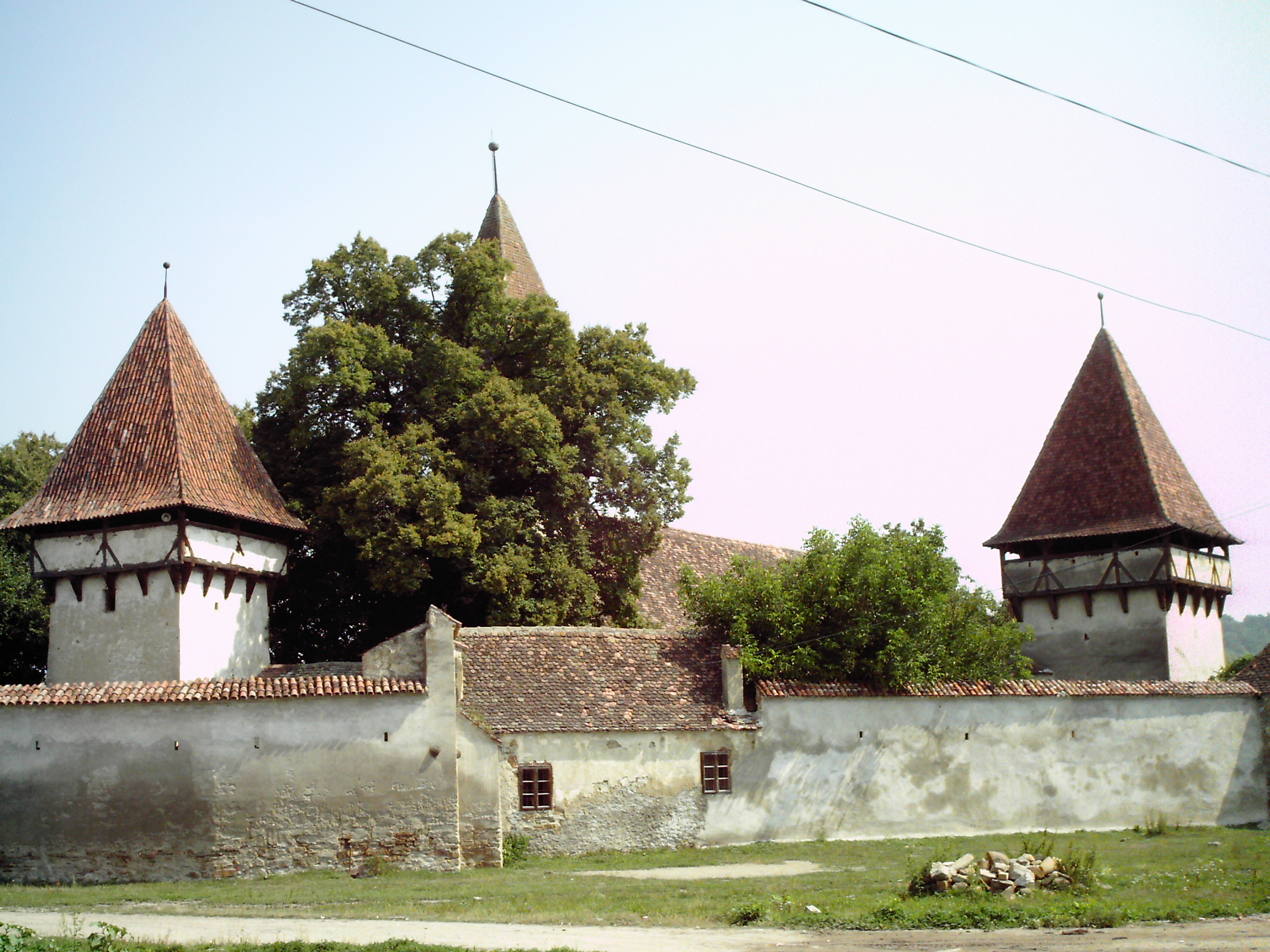
Kirchenburg in Kleinschenk

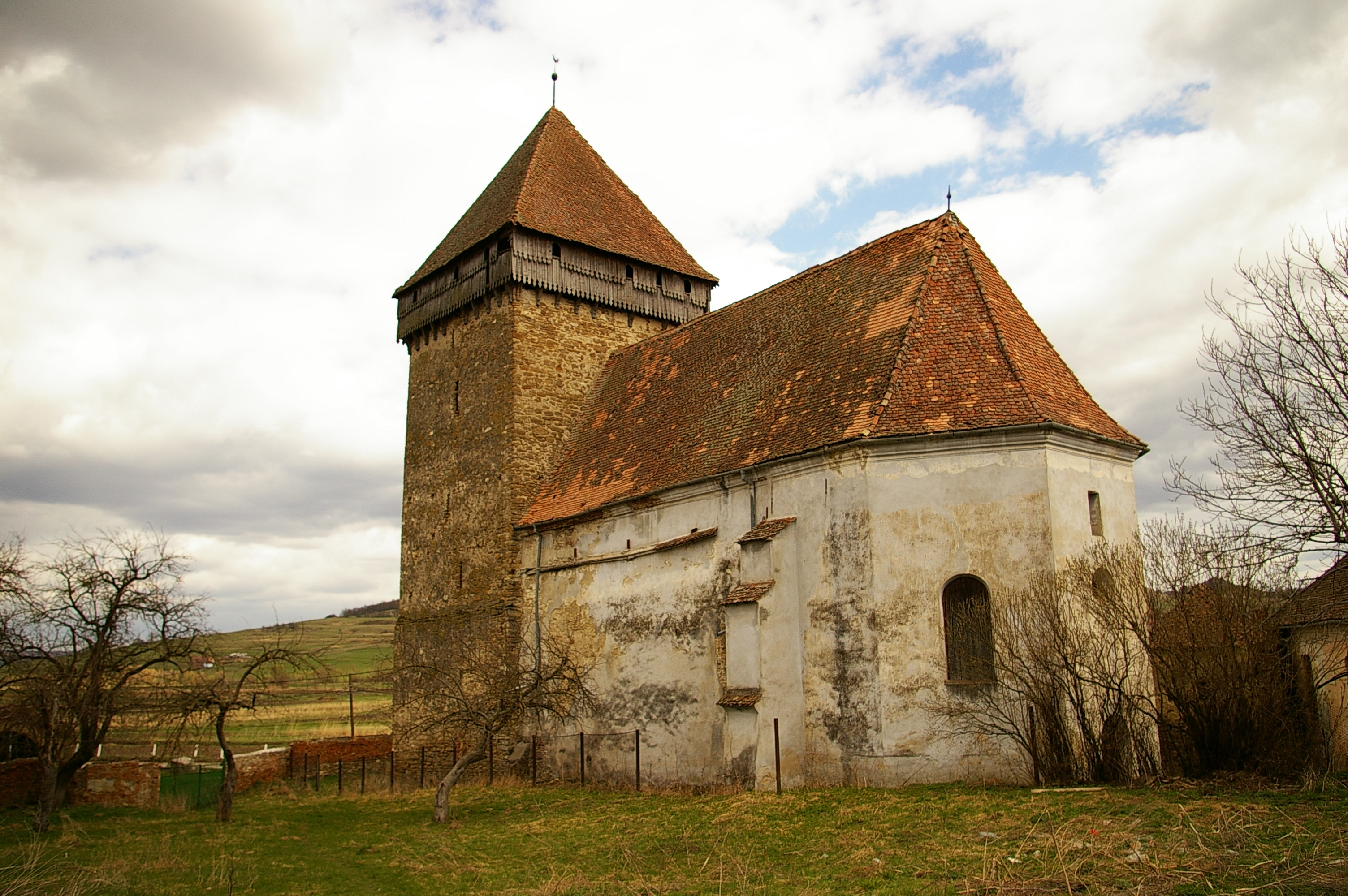
Kirchenburg in Neithausen

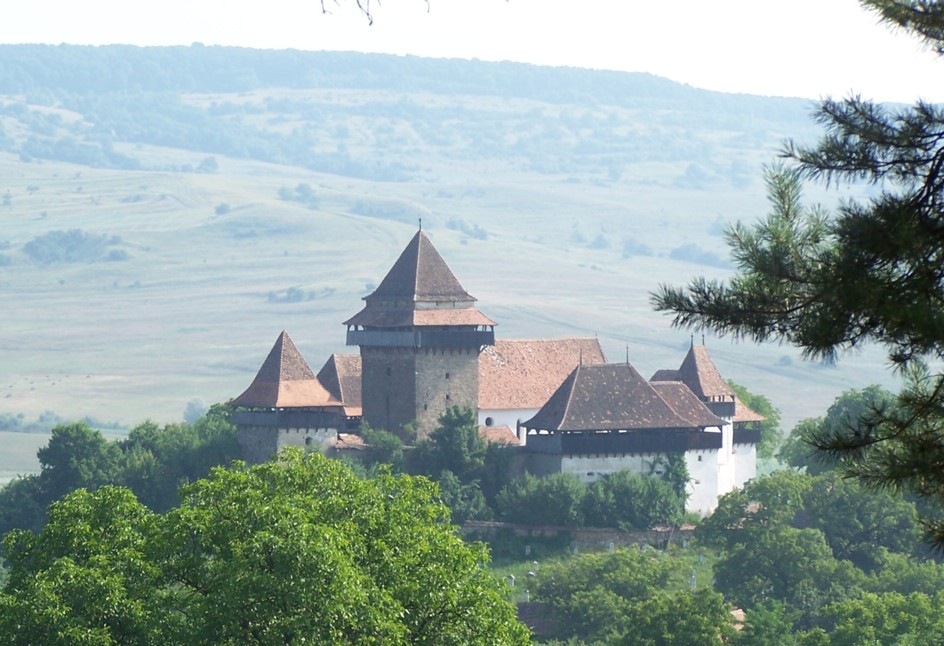
Kirchenburg von Deutschweißkirch

### Nachbarschaften
Die Nachbarschaften waren, insbesondere auf den Dörfern, eine archaische Form der sozialen Absicherung. Dies galt allerdings nach dem Zweiten Weltkrieg nur noch bedingt und eingeschränkt. Jedoch waren der Begriff der Nachbarschaft und gewisse Teile der alten Bräuche bis zur Auswanderung lebendig, wobei sich die Institution Nachbarschaft durch die Folgen von Kommunismus, Industrialisierung und das allmähliche Zerbrechen der dörflichen Strukturen innerhalb weniger Jahrzehnte weitgehend auflöste.
Die Nachbarschaften könnte man als eine Art von Bauernzünften klassifizieren, was ihren Charakter allerdings nur auf dem Lande richtig beschreibt, denn in den Städten gab es die Organisation der Nachbarschaft vormals genauso. Zu einer Nachbarschaft wurden stets eine gewisse Zahl von Höfen/Häusern zusammengefasst (z. B. die Hausnummern 100–130 o. ä.). Der Eintritt in die Nachbarschaft erfolgte mit der Heirat – für Männer und Frauen jedoch ursprünglich in der Regel getrennt nach Geschlechtern. Zugelassen waren nur die deutsch-sächsischen Einwohner einer Ortschaft.
Die Nachbarschaften hatten nach alter Überlieferung ihre eigenen Statuten und Nachbarschaftsregeln, auf deren Einhaltung peinlichst Wert gelegt wurde. Vergehen (wie beispielsweise das Nichterscheinen bei einem Begräbnis) wurden bestraft und mussten mit Geldstrafen oder in Naturalien abgegolten werden. Von einer Nachbarschaft verstoßen zu werden oder sich mutwillig gegen die Regeln aufzulehnen, konnte in letzter Konsequenz für unangepasste Individuen durchaus schwerwiegende Folgen haben, denn ohne die Hilfe der Nachbarschaft waren viele schwere Arbeiten nicht möglich, ein soziales Leben außerhalb der Gemeinschaft kaum gegeben.
Dafür übernahmen die Nachbarschaften in den Dörfern viele soziale Aufgaben, jedoch auch Dinge, die man heutzutage eher kommunalen oder staatlichen Stellen zuordnen würde. So gab es Nachbarschaftsarbeiten wie den gemeinsamen Hausbau, das Roden von Wald, Holzfällen, Arbeiten an der Kirche oder sonstige Infrastrukturarbeiten. Zu den sozialen Aufgaben zählten u. a. das gemeinsame Vorbereiten und Ausführen von Beerdigungen und Hochzeiten.
Die Nachbarschaften hielten in gewissen Abständen (meist einmal im Jahr) Richttage ab, bei denen innere Angelegenheiten geklärt, Strafen verhängt oder neue Mitglieder aufgenommen wurden. Jeder Nachbarschaft stand ein auf bestimmte Zeit gewählter Nachbarvater (für die Männer) und eine Nachbarmutter (für die Frauen) vor. Die Nachbarschaft organisierte sich selbst. Zudem regelte und erleichterte sie das Leben des Einzelnen.
Zum Besitz der Nachbarschaften zählten die Nachbarschaftsbücher (hierin wurde über die Gelder und Anschaffungen der Nachbarschaft Buch geführt), die Nachbarschaftsartikel, eine Kasse und auch bewegliche materielle Güter wie beispielsweise Geschirr und Besteck in großen Mengen (für Hochzeiten) oder eine Totenbank für Begräbnisse. Aufbewahrt wurden die Statuten sowie die Nachbarschaftskasse, die sich aus Beiträgen, Strafgeldern und Spenden speiste, in den Nachbarschaftsladen – hölzernen Truhen, oft bemalt oder mit Einlegearbeit verziert.
Außer zur Pflichterfüllung wurden die Nachbarschaften auch zur regelmäßigen Unterhaltung genutzt.

### Sitten und Normen

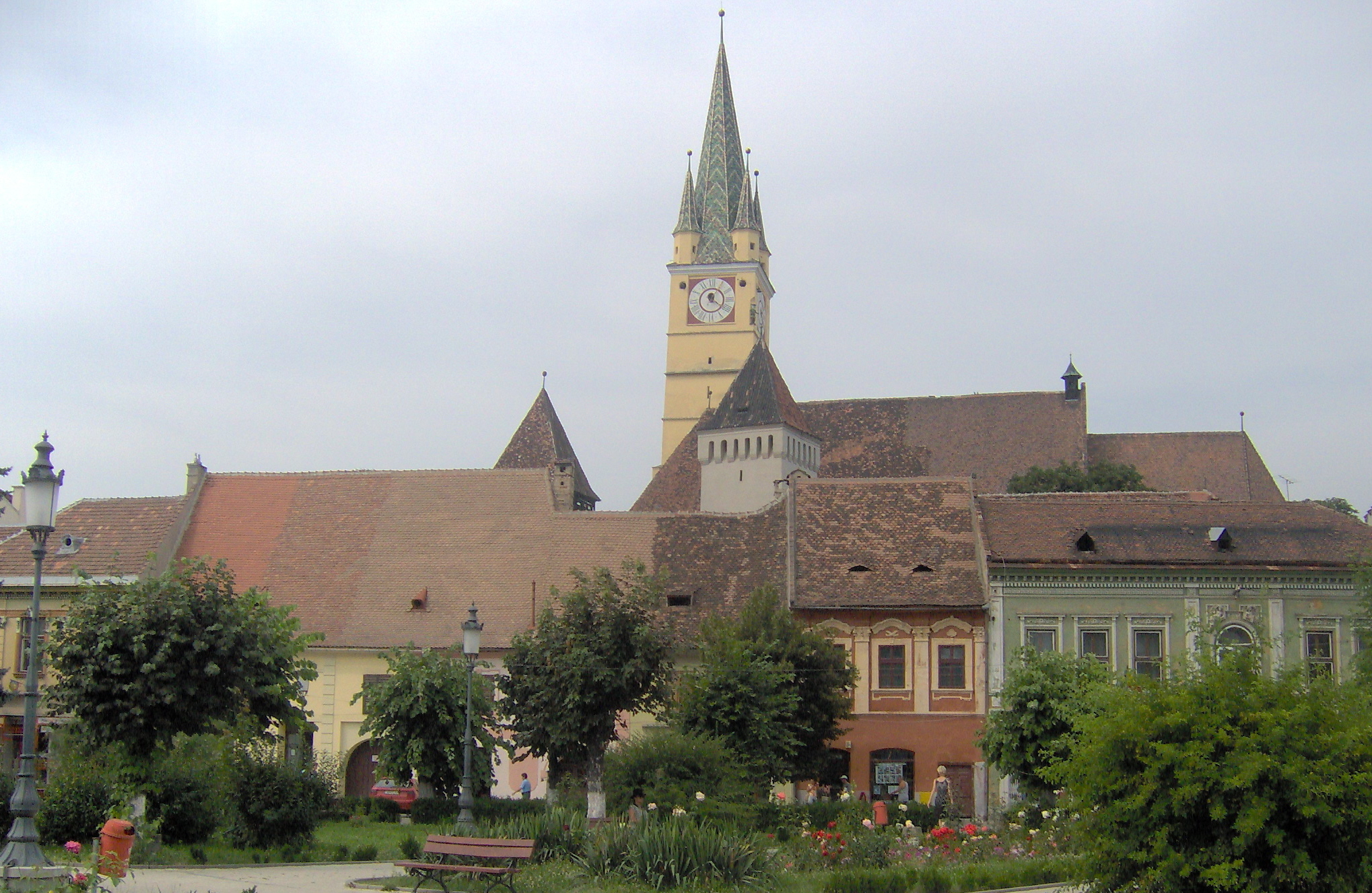
Großer Markt in Mediasch, dahinter Margarethenkirche und Kirchenkastell mit Tramiterturm

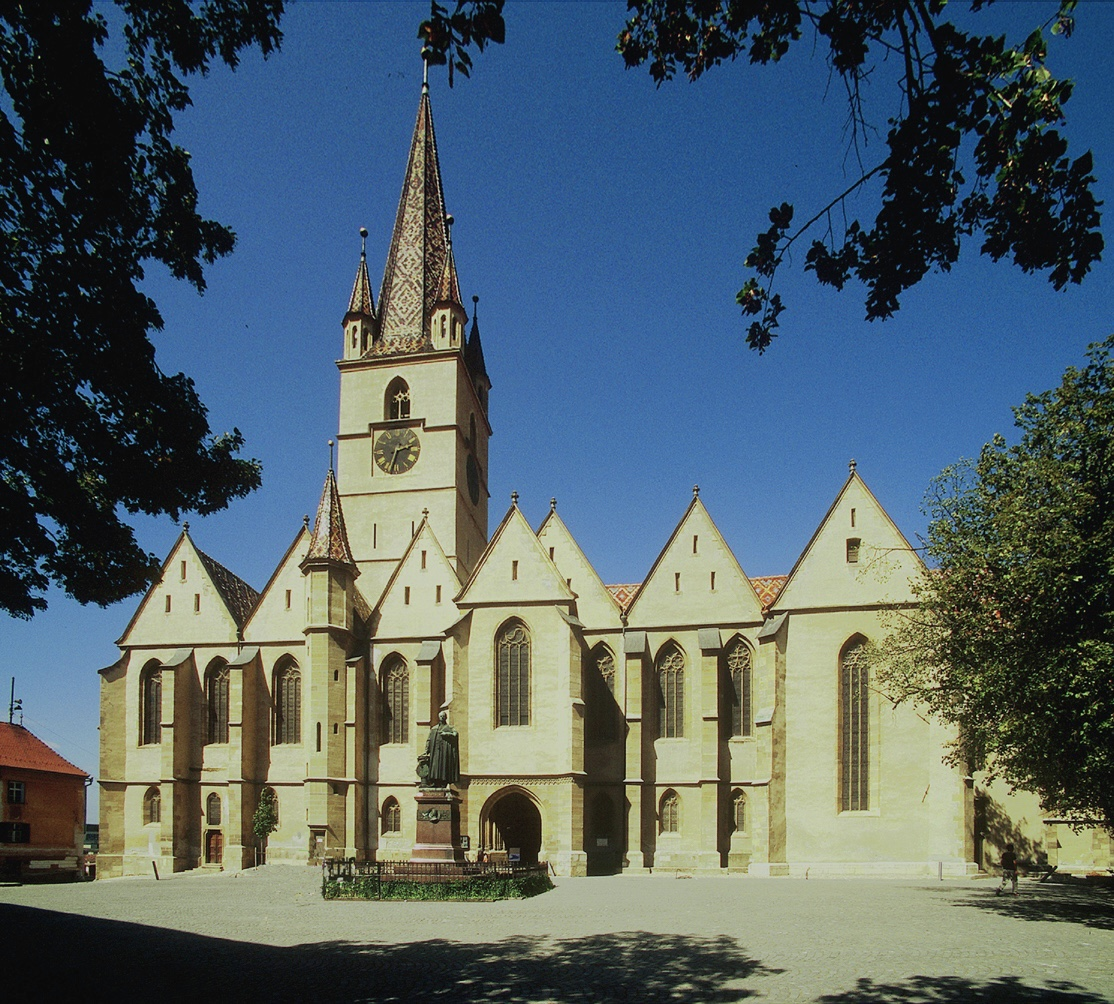
Evangelische Stadtpfarrkirche in Hermannstadt

Die Sitten und Normen der Siebenbürger Sachsen waren vergleichsweise konservativ, was sich jedoch aus ihrer bewussten Abgrenzung zu den anderen Volksgruppen in Siebenbürgen verständlich macht. Nur durch strenge Regeln und das Einhalten der Bräuche waren der Zusammenhalt der Gemeinschaft und das Überleben der Volksgruppe auch in widrigen Zeiten möglich. Zu den größten Tabus gehörten bis zur großen Auswanderung Ehen mit anderen Ethnien. Dies wurde als Untergraben des Zusammenhaltes der Volksgruppe gewertet und oftmals mit einer Ausgrenzung und Stigmatisierung der betroffenen Personen und deren Kindern beantwortet.
Bis zum Beginn der 1990er Jahre lebte die Mehrheit der siebenbürgisch-sächsischen Bevölkerung auf dem Dorf. Zwar waren die urbanen Zentren wichtig, da dort die Bildungseinrichtungen und ein Großteil der Arbeitsplätze verortet waren, jedoch war die siebenbürgisch-sächsische Bevölkerung im überwiegenden Maße bis zum Schluss eine ländliche. Besonders bis zum Zweiten Weltkrieg (und teilweise auch noch lange danach) waren auf den Dörfern alte Traditionen noch wach und wurden hochgehalten. Ebendiese kulturelle Geformtheit und die Geschlossenheit dieser Gemeinschaften waren bemerkenswert und trugen in hohem Maße dazu bei, dass die Siebenbürger Sachsen sich 850 Jahre lang als Ethnie halten konnten.

### Hof und Dorfstruktur

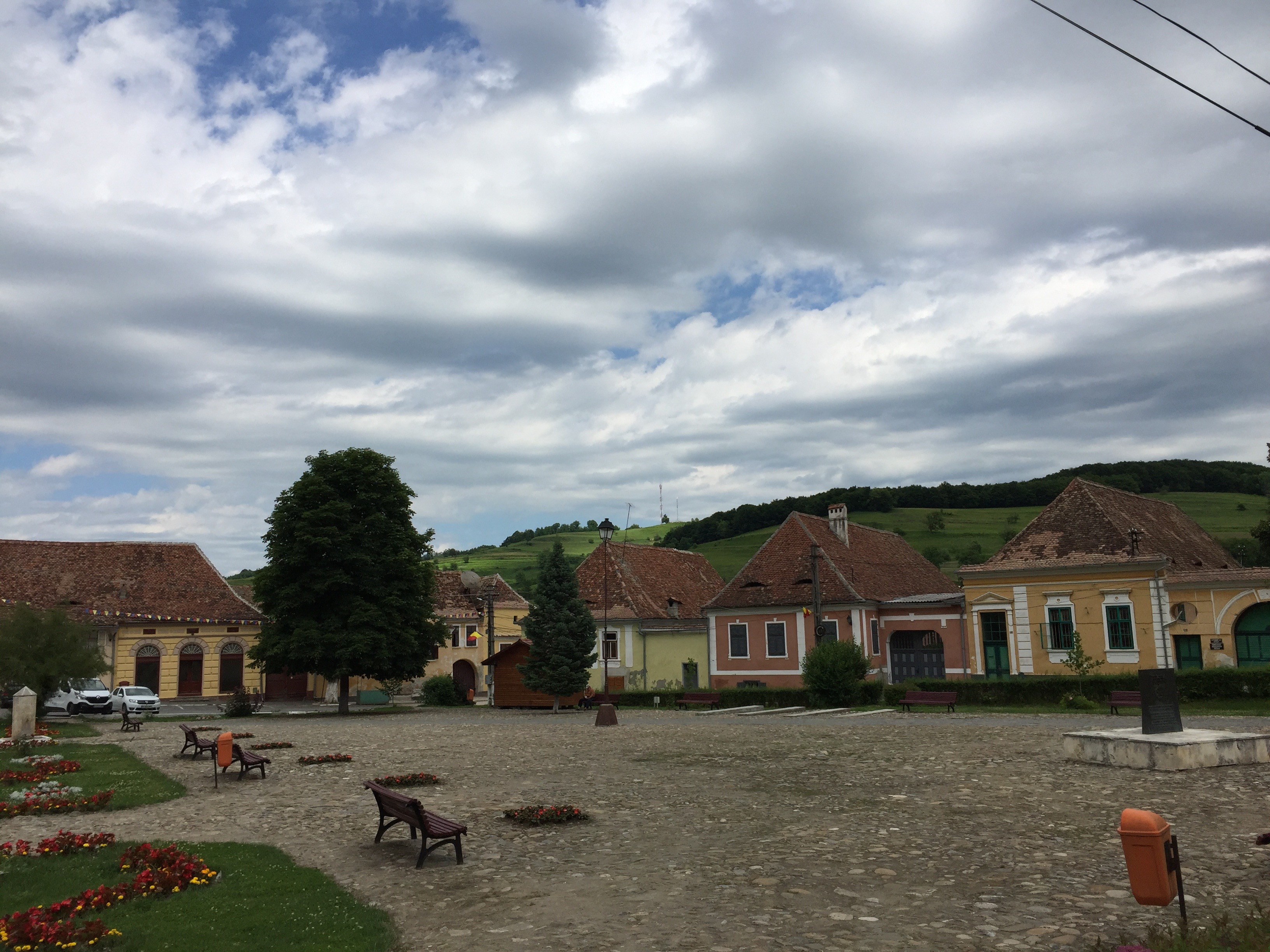
Ortszentrum von Birthälm

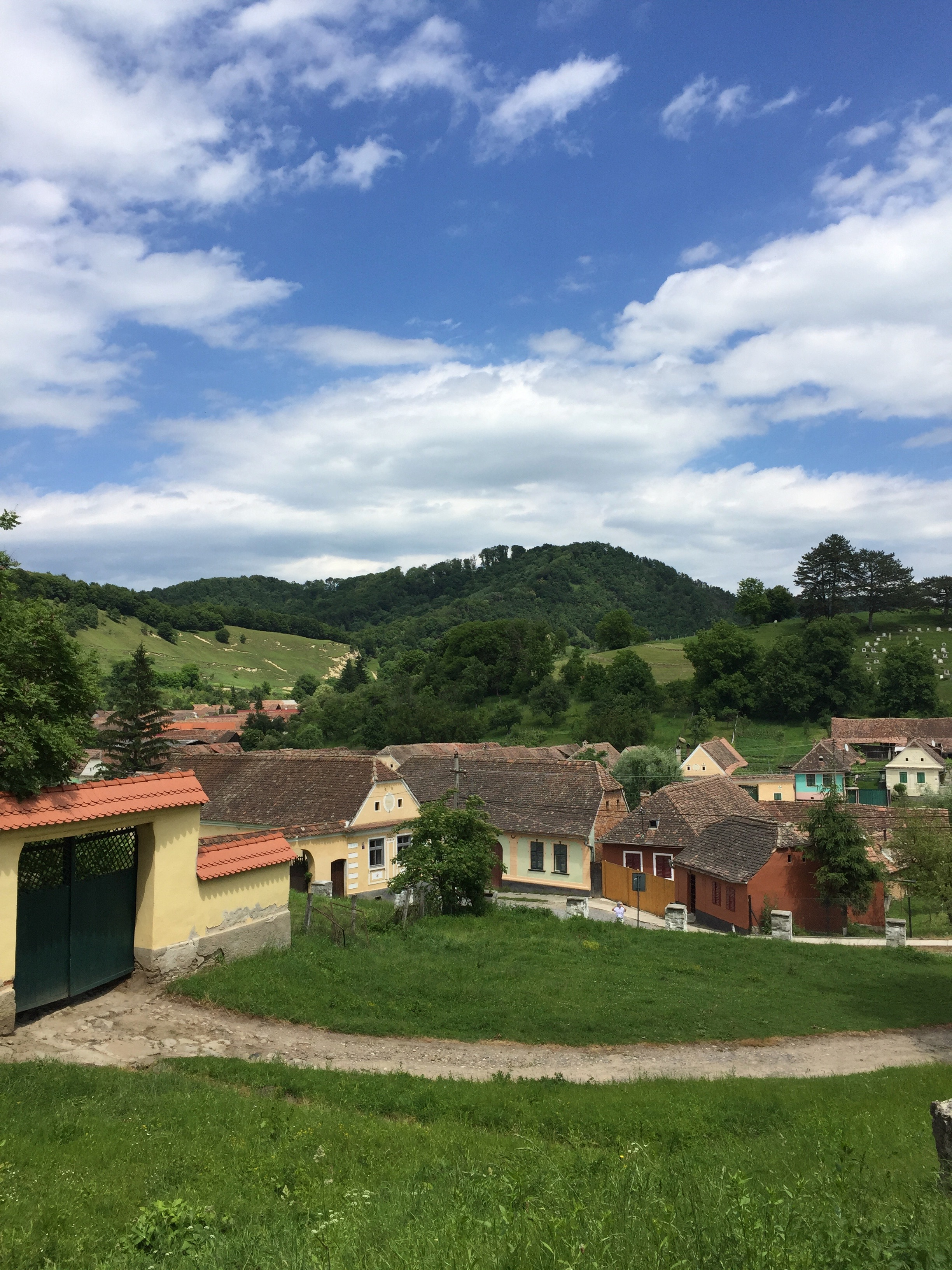
Malmkrog (Mălâncrav), Kreis Sibiu

Zu den Besonderheiten der siebenbürgisch-sächsischen Dörfer gehört ihre geplante Anlage. Die Dörfer wuchsen nicht organisch in alle Richtungen, sondern nach festgesteckten Regeln. In der Ansiedlungszeit und während der Binnenbesiedlung wurden Dörfer, Städte und Marktflecken geplant. Der Hattert (Siebenbürgisch-Sächsisch für Gemarkung) der Gemeinde wurde abgesteckt. Der Hattert konnte bis zu 35 km² oder noch mehr betragen.
Die sächsischen Dörfer sind grundsätzlich Straßen- oder langgestreckte Angerdörfer. Die Giebelseite der Häuser zeigt zur Straße; es gibt nur sehr wenige Ausnahmen – vor allem im Nösnerland, bei denen die Langseite der Häuser zur Straße zeigt. Die Grundstücke grenzen direkt aneinander. Es war also nicht möglich, das Grundstück einer Hofstelle auszudehnen, denn dies wäre auf Kosten der Nachbarn gegangen. Daher hat sich in den allermeisten Dörfern die Grundstückseinteilung samt Größe und Form seit der Ansiedlungszeit unverändert erhalten. Zwischen Haus und Nachbarhaus befinden sich hohe gemauerte Tore. Es folgt also Toreinfahrt auf Haus usw. Die Straßenseiten werden von durchgehenden Häuserfronten begrenzt. Durch diese Bauform entsteht der sehr geschlossene Eindruck der sächsischen Dörfer. Die Höfe sind in der Regel in ihrer typischen langgestreckten Form drei- oder viermal so lang wie breit. Dabei ist die Anordnung der Gebäude (von der Straße ab): Wohnhaus, Schopfen (Geräteschuppen), Ställe und, quer zum Haus, parallel zum Tor die Scheune. Dahinter liegen (genauso langgestreckt) die Gärten. Die Grundstücke können 50 bis 100 Meter lang sein, dabei aber die Breite nur einen Bruchteil davon beanspruchen.
Die Grundstücke innerhalb der Ansiedlung wurden ursprünglich durch das Los verteilt. Der Hof (generell die Bebauung) eines Grundstücks gehörte nach altem sächsischen Recht der erbauenden Person bzw. deren Erben, nach alter Sitte stets das jüngste Kind, dem die Versorgung der greisen Eltern oblag. Der Grund, auf dem die Gebäude standen, gehörte jedoch weiterhin der Gemeinde. Starben die Bewohner ohne Erben oder kamen sonst wie ums Leben (in der Zeit der Türkenkriege durch Kampf oder Verschleppung) bzw. verließen sie den Ort und verfiel das Haus, so wurde die Hofstelle von der Gemeinde eingezogen und neu vergeben. Gleiches galt für Obst- und Weingärten: Wurden sie vom Besitzer nicht mehr bearbeitet und blieben wüst, so konnte sich ein anderer – nach einer gewissen Frist – dieser Liegenschaften annehmen und sie für sich reklamieren. Der ursprüngliche Besitzer, selbst wenn er wieder auftauchte, hatte nach dieser Art von Verjährung jegliches Recht an seinem alten Besitz verwirkt. Erst in späterer Zeit änderte sich die Praxis und die Hofstellen wurden zu Privatbesitz, Weingärten zu Privatgrund.
Ähnliches galt für die Flurstücke, auf denen Ackerbau betrieben wurde. Die Flurparzellen gehörten der Gemeinde (und nicht den Bauern, die sie bearbeiteten) und wurden in regelmäßigen Abständen neu unter den vorhandenen Bewohnern verlost. Das hieß, dass bei einer zunehmenden Bevölkerung der Flurzwang galt. War nicht genug Grund für die Bewohner vorhanden, so wurden neue Gewanne (Flurstücke) aus der Gemeindeerde (dem Landbesitz der Gemeinde) ausgeschieden und zur landwirtschaftlichen Nutzung freigegeben und mit verlost. Mussten diese Gewanne erst gerodet werden, so geschah dies in Gemeinschaftsarbeit – zum Nutzen aller.
Dieses sich selbst regulierende System war sehr egalitär und flexibel, es wurde erst durch habsburgische Gesetzgebung abgeschafft.

## Geschichte

### 12.–14. Jahrhundert

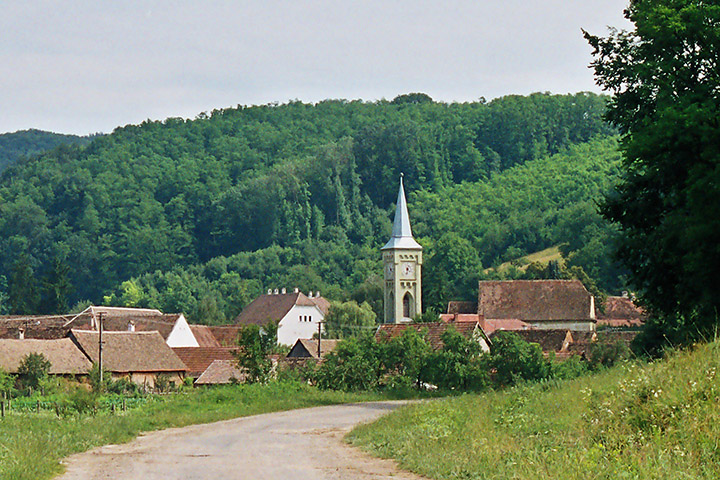
Nimesch im Weinland

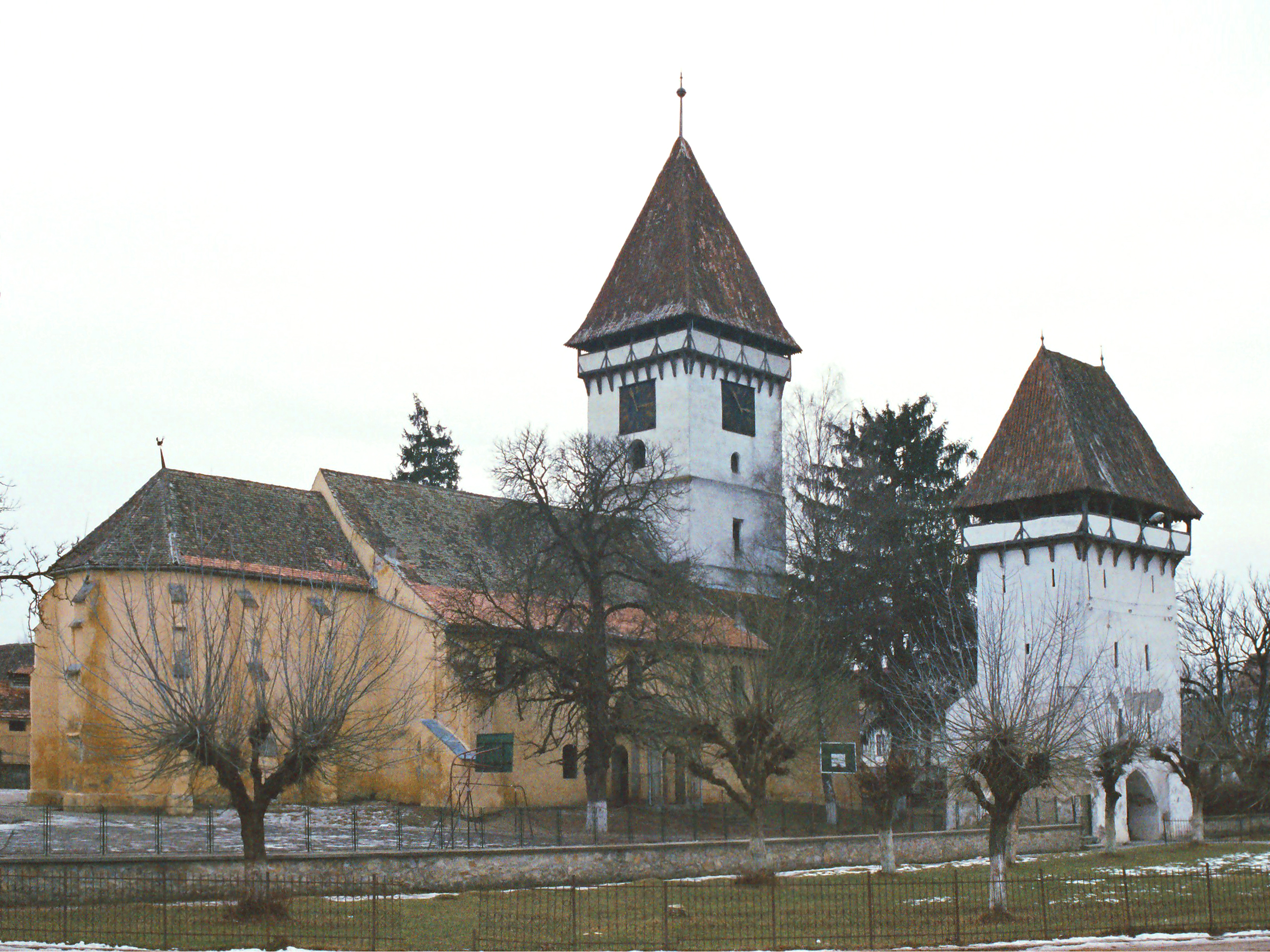
Agnetheln im Harbachtal, Kirchenburg

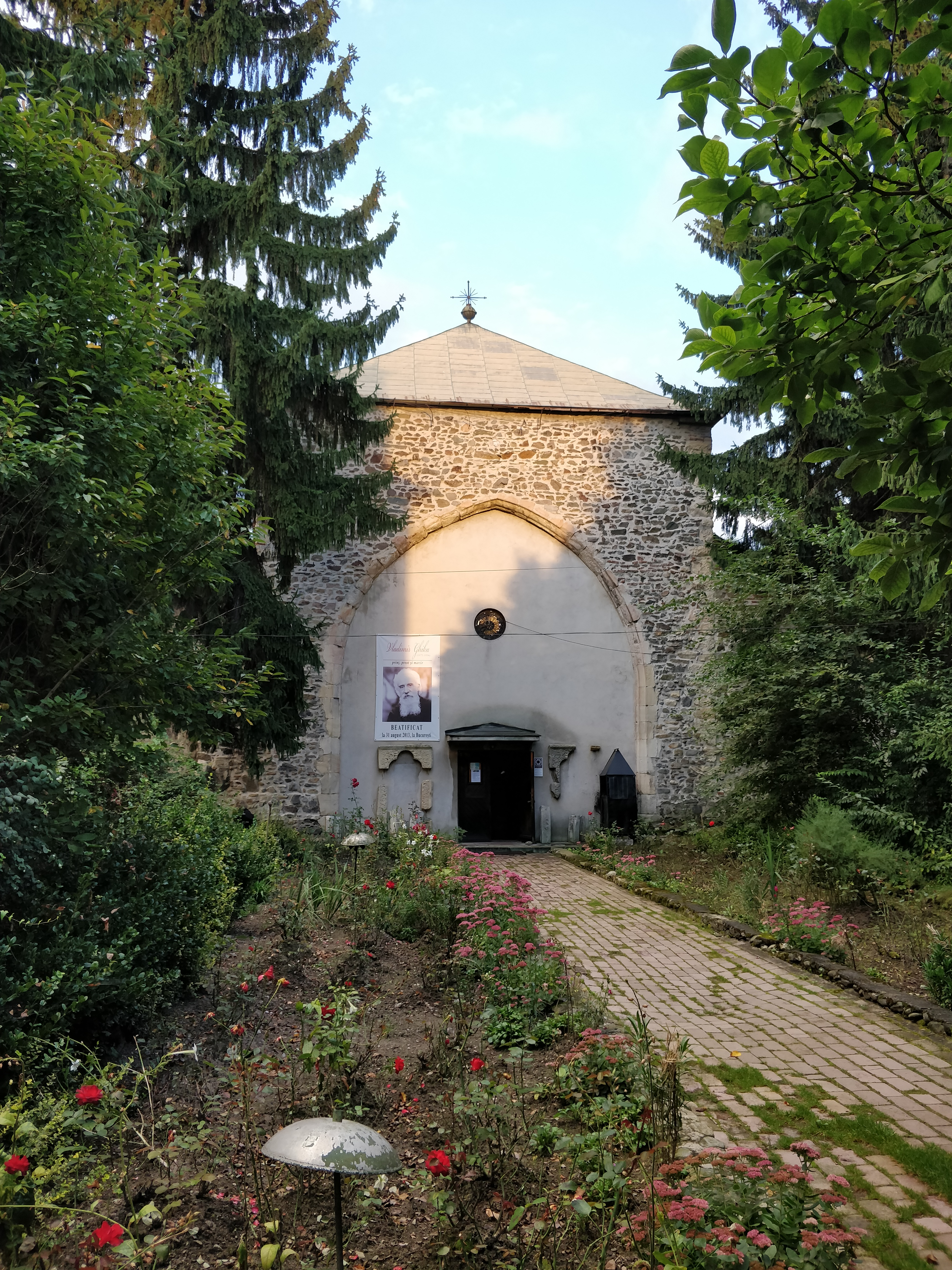
Franziskanerkirche (Câmpulung) (erbaut im 13. Jh.; erhalten ist nur noch der Chor)

Ab 1147 kam wahrscheinlich eine nennenswerte Menge deutscher Siedler in die Region – diese waren jedoch nicht nachweislich die ersten dort. Geisa II., König von Ungarn, hatte Mitte des 12. Jahrhunderts seinen Einflussbereich über ganz Siebenbürgen bis an die Karpatenkämme ausgeweitet und ließ das zunächst noch sehr dünn besiedelte Gebiet von den deutschen Siedlern erschließen.
Damit sich die Siedlungen schnell entwickeln und entsprechenden Steuergewinn für den Staat erwirtschaften konnten, verlieh er den Siedlern, wie schon früher dem Hilfsvolk der Szekler, Sonderrechte. Darin wurden ihnen zunächst diverse Privilegien (Freitümer) zugesichert und gewisse Steuer- und Wirtschaftsvorteile gewährt. Kodifiziert wurden diese Rechte 1224 im Goldenen Freibrief (Andreanum) unter Andreas II. Neben der freien Nutzung von Gewässern und Wäldern sowie der Zollfreiheit für die deutschen Händler waren die Siedler außerdem weder dem Adel noch der Kirche untertänig und somit freie Bürger (im Sinne des damaligen Verständnisses von Aktivbürger, also männlich, steuerzahlend und erwachsen).
Die jungen Siedlungen entwickelten sich rasch. Die Bevölkerung stieg durch Zuzüge und Geburtenüberschüsse schnell an, wurde aber durch den Mongolensturm von 1241 erheblich dezimiert. Das Land wurde in seiner Entwicklung stark zurückgeworfen. In manchen Siedlungen hatten nur zwei bis drei Generationen gelebt, bevor sie durch die Attacken der mongolischen Reiter schon zu Wüstungen wurden. Jedoch erfolgte die Erholung relativ schnell, die Binnenbesiedlung gewann wieder an Schwung. Nach dem Landesaufbau im 12. und 13. Jahrhundert folgte eine lange Phase der Prosperität. Die erste Zeit großer kultureller und wirtschaftlicher Blüte der Siebenbürger Sachsen ist daher auch im 14. und 15. Jahrhundert anzusiedeln. Die Bevölkerung der Sieben Stühle und der anderen Distrikte des Königsbodens wuchs schnell und stetig. In den Bergwerken der Waldkarpaten und im Rodnaer Gebirge wurden Gold, Silber und Salz gefördert. Der Handel florierte und die Wirtschaft konnte sich entfalten. Die Routen der sächsischen Händler reichten von Danzig an der Ostsee über Krakau, Wien, Belgrad bis Konstantinopel und zur Krim. Bis 1395 (erster Türkeneinfall) gab es keine größeren äußeren Bedrohungen, und der Aufschwung der deutschen Siedlungen führte nun auch zur Bildung echter urbaner Zentren. Hermannstadt, Kronstadt, Klausenburg, Bistritz, Schäßburg und Mühlbach wurden zu Städten, andere Orte wie Agnetheln, Broos, Birthälm, Marktschelken, Mediasch und Sächsisch-Regen zu Marktflecken. Das Handwerk war bereits breit gefächert. So sind in der ältesten noch überlieferte Zunftordnung der Sieben Stühle von 1376 schon 19 Zünfte und 25 Gewerbe vermerkt. Ab der Mitte des 15. Jahrhunderts waren die Städte des Königsbodens (allen voran Kronstadt) so finanzkräftig geworden, dass sie dem ungarischen König Geld gegen die Verpfändung ganzer Orte liehen.

### 15.–17. Jahrhundert

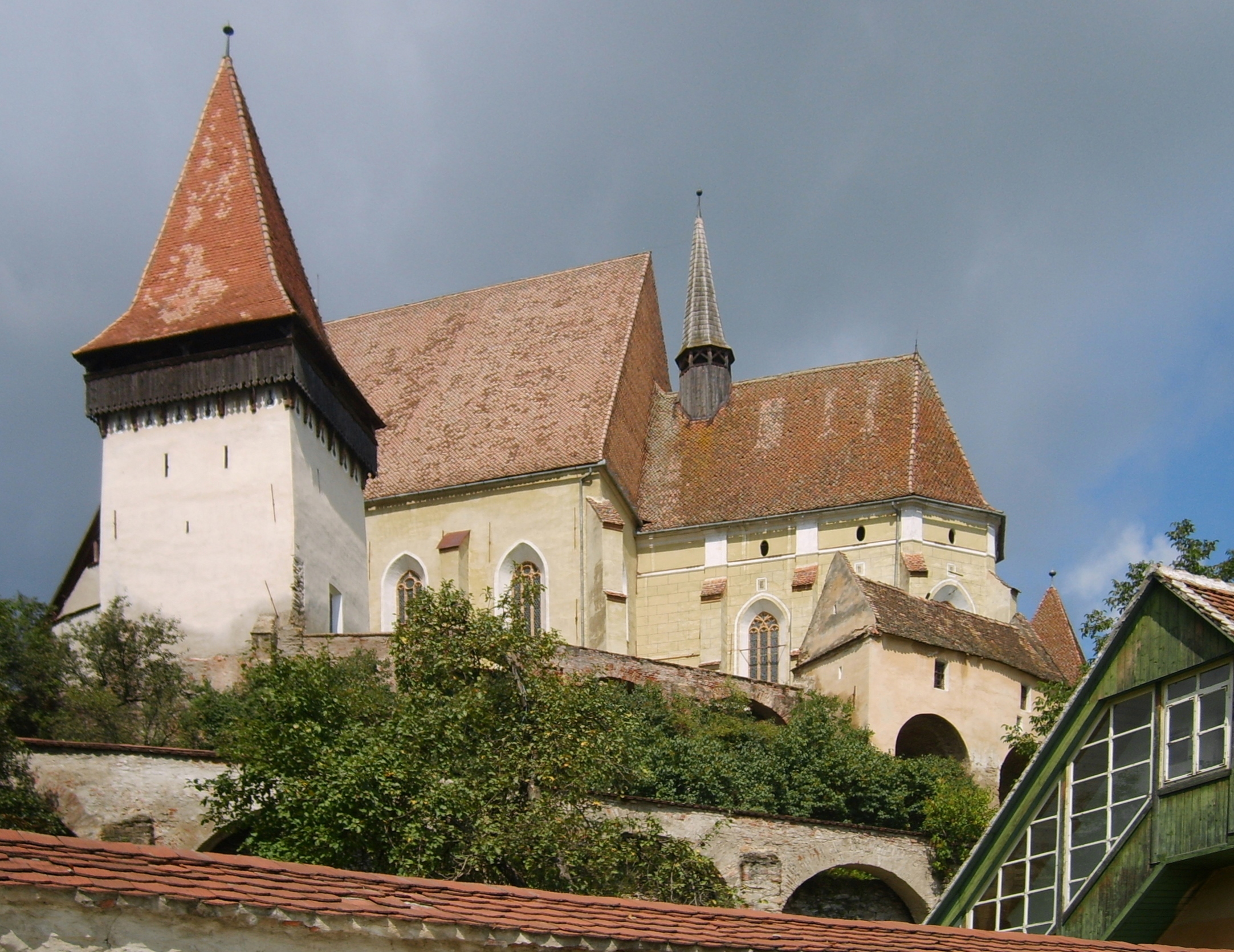
Kirchenburg in Birthälm

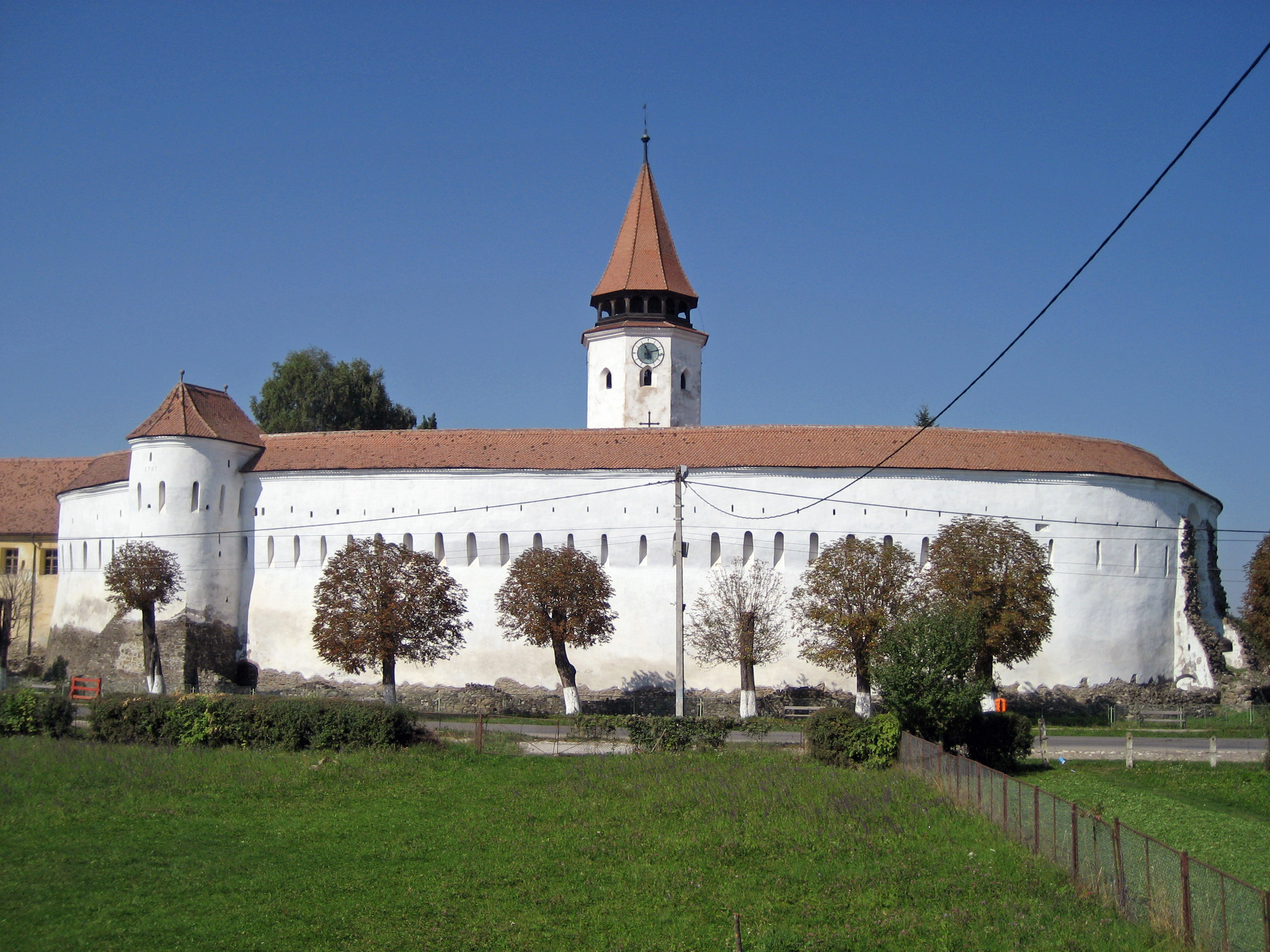
Kirchenburg in Tartlau

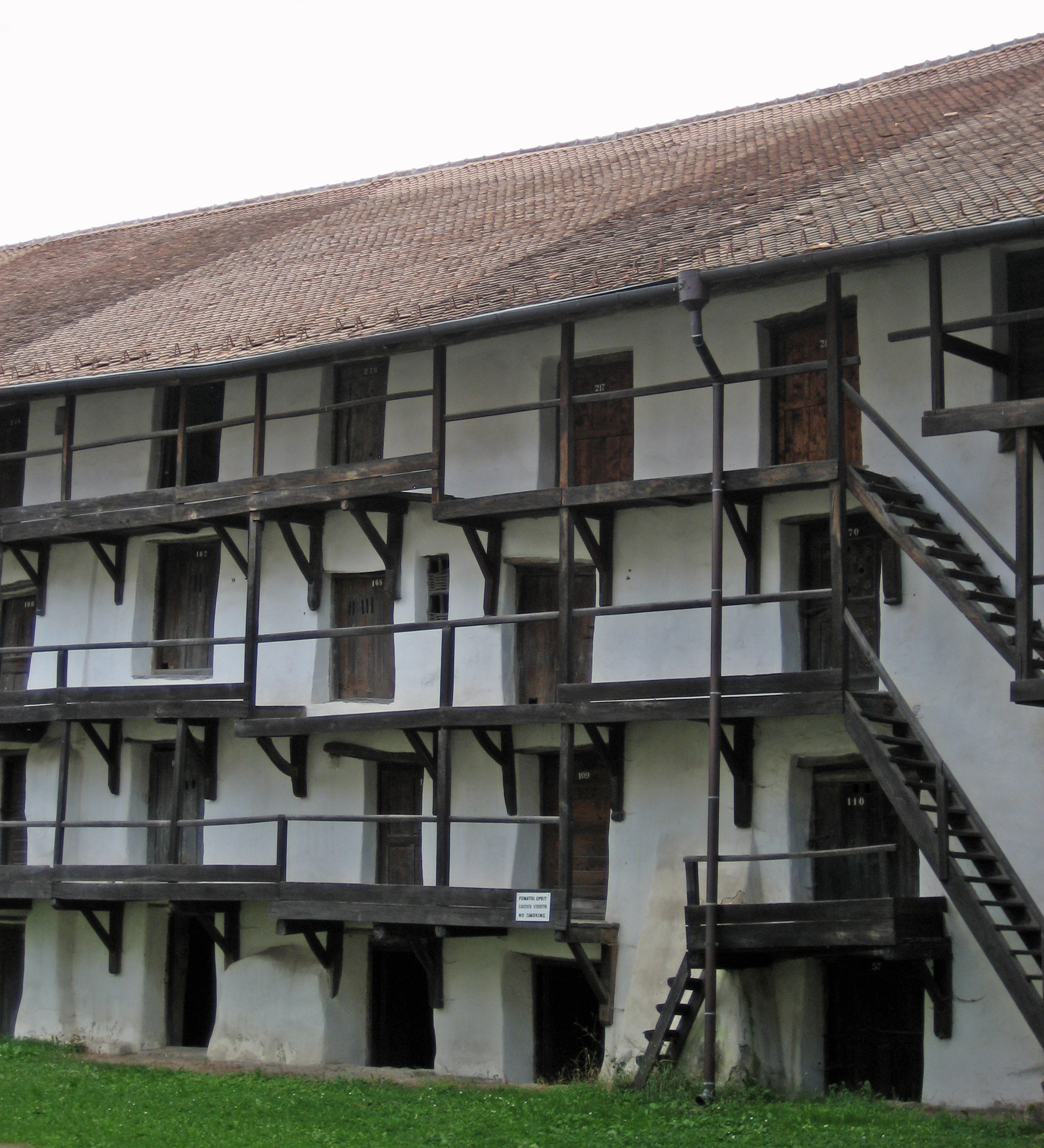
Innenhof der Kirchenburg von Tartlau

Ungeachtet der Blüte im Inneren, erwuchs seit dem Ende des 14. Jahrhunderts nun erstmals wieder eine Gefahr von außen. Nachdem die Türken 1350 Anatolien erobert und 1396 bei Nikopolis das Heer der Kreuzfahrer besiegt hatten, richtete sich ihr Auge auf das Königreich Ungarn und seine wohlhabende Ostprovinz. Der Reichtum des mittelalterlichen Siebenbürgens und seine Nähe zum Osmanischen Reich machten es ab dem 15. Jahrhundert zum Ziel dutzender Türkeneinfälle mit Brandschatzungen, Menschenraub, Mord und Verwüstung ganzer Landstriche.
Um auf die wachsende Türkengefahr zu reagieren, schlossen sich 1437 Szekler, der ungarische Adel und die Sachsen zu einer Dreinationen-Union (Unio trium nationum) zusammen, um gemeinsam gegen die Türken vorzugehen. 1442 errangen die Hermannstädter unter Thomas Trautenberger und 1479 errang die Union einen weiteren großen Sieg auf dem Brodfeld bei Mühlbach im Unterwald (Siehe auch Schlacht auf dem Brodfeld).
Dennoch war die militärische Bedrohung allgegenwärtig. Die Plünderungszüge der osmanischen Reiterheere, die sich als Renner und Brenner betätigten, waren wie ständige Nadelstiche. Die übliche Vorgehensweise war: Kleinere berittene Scharen ohne jeden Tross drangen über Gebirgspfade schnell ins Landesinnere ein, setzten die Dörfer in Brand, raubten Vieh und Menschen und verschwanden wieder auf kürzestem Wege. An den Grenzen wurden die Gefangenen gegen hohes Lösegeld angeboten. Wer nicht freigekauft wurde, kam in die Sklaverei. Gegen dieses Vorgehen bauten die Siebenbürger Sachsen die Kirchen in den Dörfern und Marktflecken zu Wehrbauten aus. Die Sakralbauten wurden mit Ringmauern und Wehrtürmen versehen und sollten so der Bevölkerung in Notsituationen Schutz und Zuflucht bieten. Teilweise wurden auch Wehranlagen von Adeligen gekauft und ausgebaut (so in Kelling). In einigen Orten entstanden auf günstig gelegenen Bergrücken auch große Bauernburgen (beispielsweise in Reps, Keisd, Michelsberg und Rosenau) oder strategisch geplante Passfestungen wie in Stolzenburg oder die Törzburg, welche die Kontrolle über wichtige Handels- bzw. Heeresstraßen sichern sollten. Die Städte wurden ebenfalls schwer befestigt und teilweise mit mehreren Verteidigungsringen versehen. Auf diese Weise entstand ein in Europa einmaliges Netz von befestigten Kirchenburgen und Städten.
Bei den großangelegten osmanischen Raubzügen allerdings waren auch diese Maßnahmen nur bedingt von Nutzen. Nur die großen Kirchenburgen und die Städte konnten einem richtigen Heer Widerstand leisten. So wurden regelmäßig zehntausende Gefangene (allein aus den Sieben Stühlen) weggeführt, d. h. in die Türkei verschleppt, was von der relativ kleinen Volksgruppe einen gewaltigen Blutzoll verlangte. Auf diese Weise wurden einige Ortschaften endgültig zu Wüstungen (bekannte Beispiele sind Underten und Fettendorf in Südsiebenbürgen), andere wurden auch, teilweise mehrfach, neu besiedelt. Die dafür nötigen Menschen waren teils sächsische Bewohner der Komitatsgüter (auch auf dem Boden ungarischer Adeliger befanden sich deutsche Siedlungen, die nicht das Recht des Goldenen Freibriefs besaßen), teils Szekler, die von Osten in den Repser Stuhl einrückten, oder Rumänen von außerhalb des Königsbodens. Die Verluste an Menschen waren im Brooser und Mühlbacher Stuhl besonders groß. Hier wurden in vielen Dörfern Sekundäransiedlungsrechte (eine Art Lizenz zur Ansiedlung in sächsischen Dörfern des Königsbodens) an Rumänen vergeben, da schlicht keine sächsische Bevölkerung mehr vorhanden war, um die Lücken zu füllen. Im Brooser Stuhl war bei einem türkischen Plünderungszug Anfang des 15. Jahrhunderts sogar fast die gesamte Bevölkerung auf einen Schlag weggeführt worden, sodass die Orte dort für Jahre wüst blieben. Ähnliches geschah mit der Stadt Mühlbach mehrere Male.
Auf ein territoriales Einverleiben Siebenbürgens verzichteten die Türken. Im Jahr 1529 erreichten die Osmanen Wien und verwüsteten auf ihrem Zug ganz Ungarn. Danach zerfiel das Ungarische Reich in drei Teile. Der Westteil ging an Habsburg. Das restliche Ungarn wurde 150 Jahre von den Türken beherrscht. Siebenbürgen blieb zwar ein selbständiges Fürstentum unter osmanischer Oberhoheit, war jedoch tributpflichtig. Dessen ungeachtet, verheerten die türkischen Überfälle und Plünderungen bis zum Beginn des 18. Jahrhunderts regelmäßig das Land.

### 18.–19. Jahrhundert

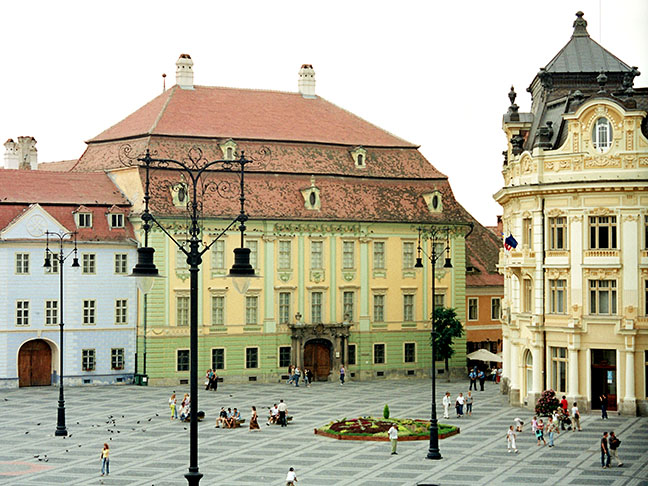
Hermannstadt, Brukenthalmuseum am Großen Ring

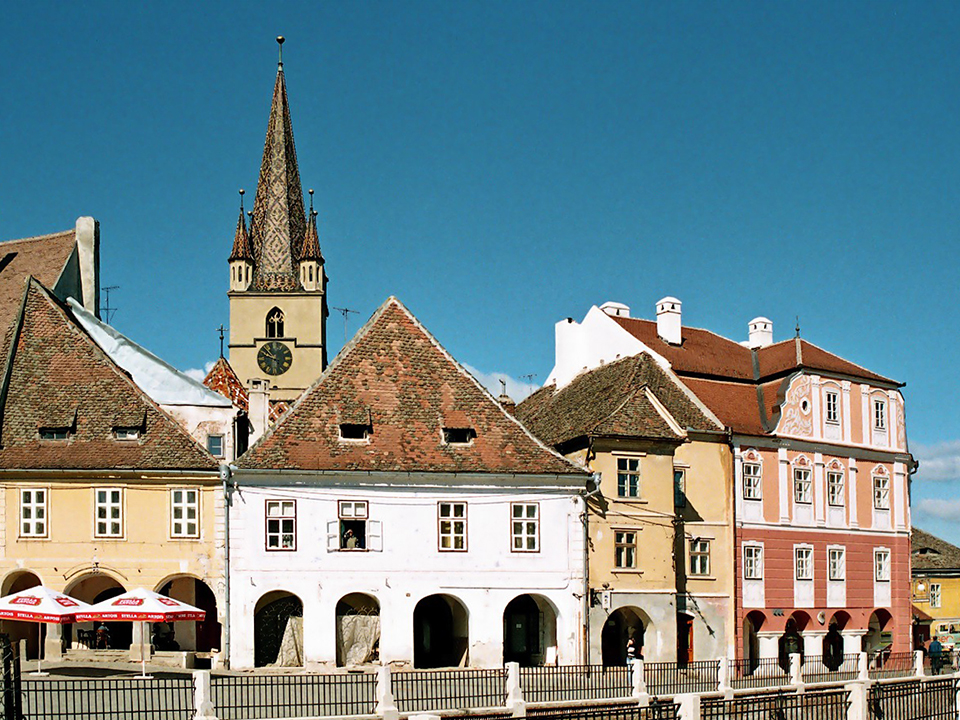
Der Kleine Ring in Hermannstadt, rechts das Luxemburghaus

Ende des 17. Jahrhunderts gelangte Siebenbürgen unter habsburgische Herrschaft und wurde Kronland.
Etwa ein Jahrhundert später, Ende des 18. Jahrhunderts, erklärte Kaiser Joseph II. im Zuge seiner „Revolution von oben“ alle im Goldenen Freibrief fixierten Rechte für null und nichtig. Die ständische Verfassung der Nationsuniversität und die jahrhundertealte Autonomie des Königsbodens wurden aufgehoben. Kurz vor seinem Tod machte er die Reformen allerdings wieder rückgängig.
1848 griff die Wiener Märzrevolution auf Siebenbürgen über. Die ungarischen Aufständischen besetzten Siebenbürgen und versuchten erneut, die Autonomie der Sachsen abzuschaffen. Mit russischer Hilfe gelang es Österreich 1849, die ungarischen Revolutionäre zu schlagen und Siebenbürgen zurückzuerobern. Die alten Rechte wurden kurzzeitig wiederhergestellt.
Durch den Österreichisch-Ungarischen Ausgleich fiel Siebenbürgen 1867 Ungarn zu, worauf die Nationsuniversität als Selbstverwaltungsorgan endgültig aufgehoben wurde. Der ungarische Staat traf im Folgenden zahlreiche Maßnahmen zur Magyarisierung der verschiedenen Minderheiten im Staatsgebiet. Von all den deutschsprachigen Minderheiten schafften es die Siebenbürger Sachsen durch einen starken sozialen und kulturellen Zusammenhalt sowie die unabhängige Basis ihrer Bildungseinrichtungen, das Stiftungserbe der Nationsuniversität, diesen Bestrebungen am ehesten zu widerstehen. Als Institution mit dem stärksten integrativen Vermögen stellte sich die evangelische Landeskirche der Siebenbürger Sachsen heraus, die eng mit dem deutschen Schulwesen verbunden war. Seit 1722 galt eine Allgemeine Schulpflicht für Jungen und Mädchen. Außerdem leisteten auch diverse soziale Verbände wie Schwester-, Bruder- und Nachbarschaften sowie die solide wirtschaftliche Grundlage der Minderheit einen entscheidenden Beitrag, die Gemeinschaft der Siebenbürger Sachsen nach außen abzugrenzen und nach innen zu festigen.
Studentenverbindungen von Siebenbürger Sachsen waren das Corps Normannia Halle, das Tübinger Corps Transsylvania, das Corps Saxonia Wien und die Wiener Landsmannschaft Bukowina.

### 20. Jahrhundert

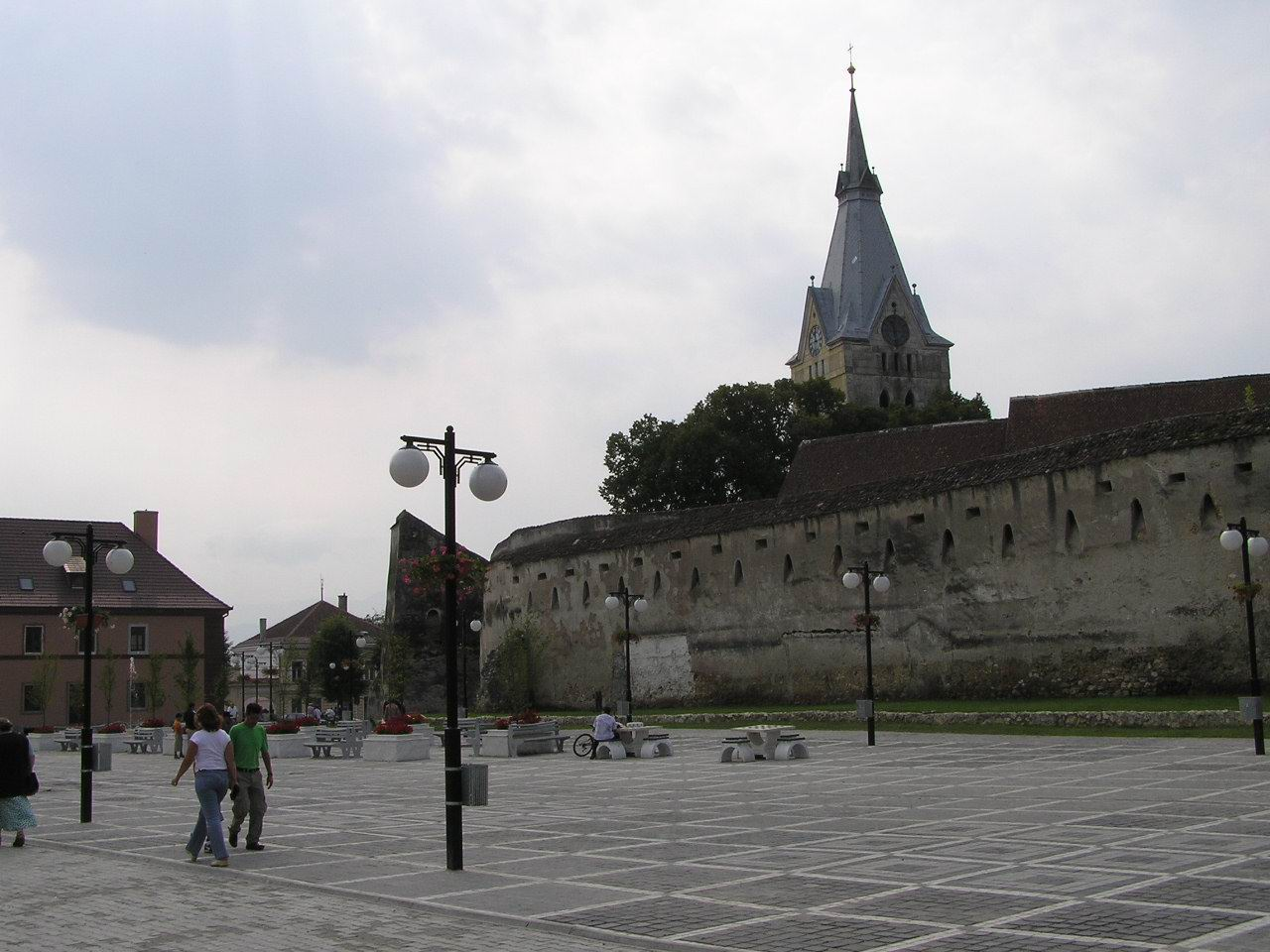
Kirchenburg in Zeiden

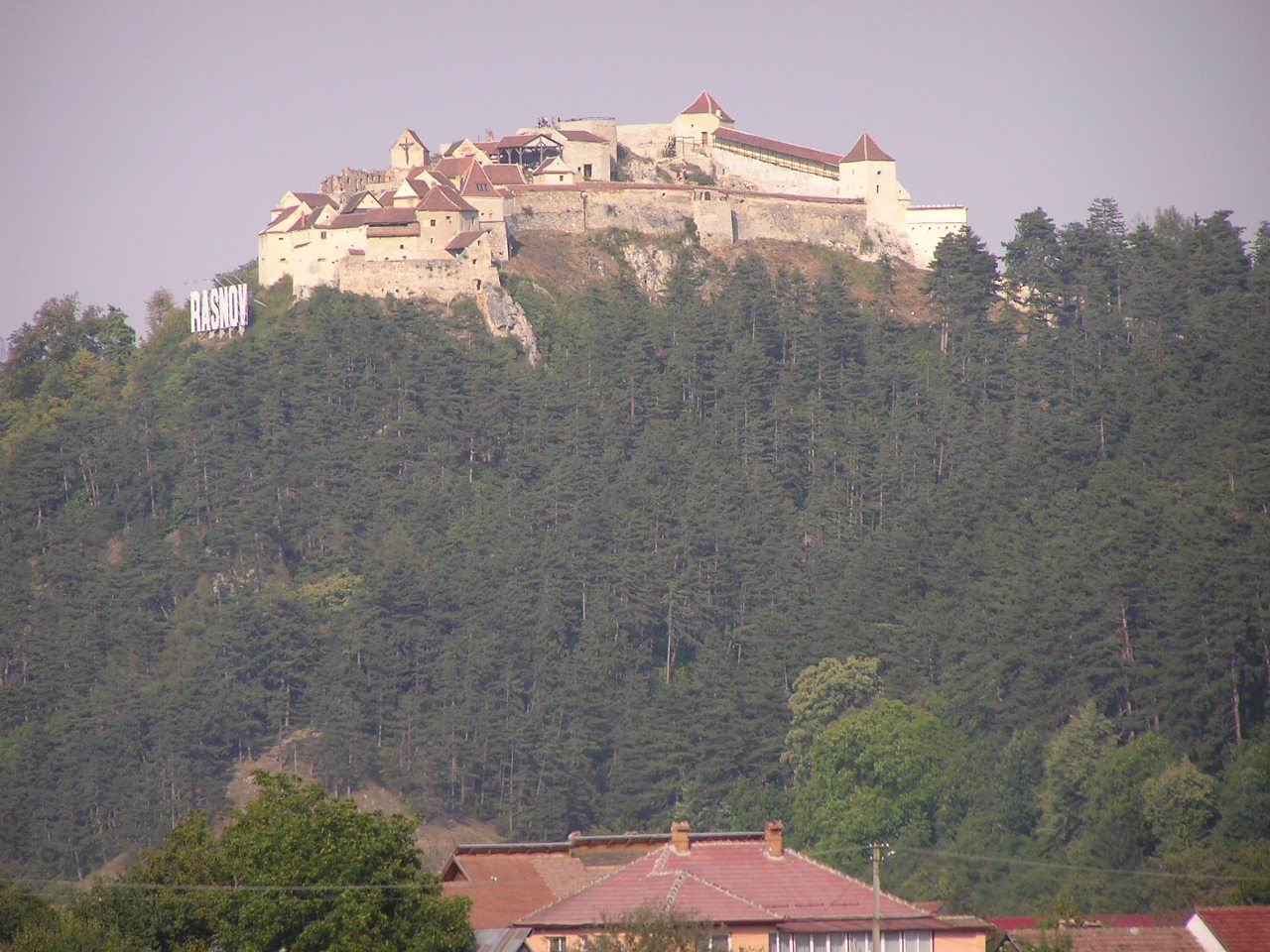
Bauernburg Rosenau, aus Törzburg kommend

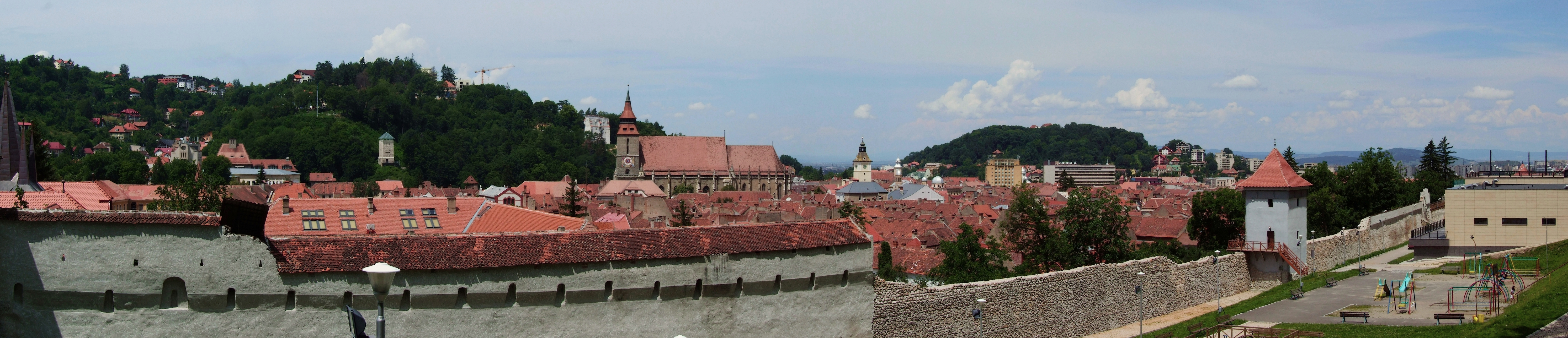
Stadtmauer von Kronstadt, gesehen aus der Richtung Zinne

#### Vorhersage der inneren Entwicklung
1865 war der Bericht des Engländers Charles Boner erschienen, der Siebenbürgen bereist hatte, und man konnte lesen (in Deutsch 1868): „Allein, wie kommt es, dass diese deutschen Ansiedler, … so dahinschwinden, anstatt das Land mit ihrer Nachkommenschaft zu bevölkern? … Es gibt Dörfer, in welchen die Bevölkerung seit hundert und mehr Jahren stationär geblieben ist. In anderen, die ursprünglich von lauter Deutschen bewohnt waren, … findet man heutzutage kaum noch einen Sachsen; die ganze Einwohnerschaft ist rumänisch. … Dieser Wechsel hat sich seit der Kindheit noch jetzt lebender Leute bis heute vollständig vollzogen. … Selbst von der Kanzel herab wurde das an sich schwierige und heikle Thema sehr eindringlich und mit grosser Beredsamkeit behandelt. … Überall im ganzen Lande werden die Sachsen, welche früher den ersten Rang einnahmen, allmählig in den zweiten zurückgedrängt.“
Zwanzig Jahre später schrieb ein deutscher Reisender über Siebenbürgen: „Die Sachsen beklagen sich oft seufzend, daß ihre Dörfer aussterben, daß ihre Häuser leer stehen und sich Rumänen hineinsetzen. ‚Können wir dafür‘, erwidern die Rumänen, haben wir die Sachsen todtgeschlagen, thun wir ihnen ein Leid an? Gewiß nicht, sie selbst sind Schuld, wenn sie verschwinden und keine Nachkommen hinterlassen.’“
1912 hatte sich die Lage schon so verändert, dass vor dem „Verein für Siebenbürgische Landeskunde“ ein Vortrag über „Vernichtung und Verdrängung im Lebenskampf des sächsischen Volkes“ Gehör fand: „Die Wagschale senkt sich immer mehr zu Gunsten der Rumänen. … In politischer Hinsicht braucht nur auf die Möglichkeit des allgemeinen gleichen Wahlrechtes verwiesen zu werden, um die wahrscheinliche Zukunft zu kennzeichnen. … Was wir hier sehen, ist mit der Kraft einer Naturgewalt vor sich gehende Verdrängung.“ 1931 erschien dann von Heinrich Siegmund das Buch Deutschen-Dämmerung in Siebenbürgen. Es hatte zwar keine nennenswerten politischen Auswirkungen, sah aber die kommende Entwicklung voraus.

#### Großrumänien
Am Ende des Ersten Weltkriegs wurde Siebenbürgen, besonders durch das Engagement der dortigen Rumänen, dem Königreich Rumänien zugeordnet. Die Siebenbürger Sachsen und die anderen Deutschen der Region unterstützten dieses Anliegen, da sie sich von einem neuen Großrumänien eine bessere Minderheitengesetzgebung versprachen. Allerdings führte die Bukarester Regierung bald die aus der ungarischen Epoche bekannte minderheitenfeindliche Politik weiter und verschärfte diese sogar. So wurde die Nationsuniversität 1921 enteignet und schließlich 1937 aufgelöst.
Dennoch hatte die sächsische Bevölkerung, die sich bereits vor 1918 im Verhältnis zu Ungarn und Rumänen – selbst auf dem Königsboden – in der Minderheit befand, einen letzten demographischen Höhepunkt erreicht. Ende der 1930er Jahre war die Bevölkerungszahl auf beinahe 300.000 Personen angestiegen und hatte damit ihren Stand aus dem späten Mittelalter wieder erreicht. Auch wirtschaftlich befand sich die Gemeinschaft in einer Phase höchster ökonomischer Potenz, die sich durch robustes Wachstum und hohe Innovationskraft auszeichnete.
Durch die damalige demokratische Verfassung des rumänischen Staates war es den Siebenbürger Sachsen auch möglich, sich für ihre Gemeinschaft Gehör und Präsenz zu verschaffen. Dazu gab es eine große Anzahl eigener Organisationen, wie beispielsweise Vereine und Stiftungen sowie unabhängige deutschsprachige Medien. Die Vielfalt letzterer war bemerkenswert – allein 1930 erschienen etwa 60 deutschsprachige Periodika in Siebenbürgen. Dennoch, Marginalisierungstendenzen in der öffentlichen Verwaltung, die sich in den Nachkriegsjahren noch um ein Vielfaches steigern sollten, nahmen in dieser Zeit ihren Anfang.

#### Zweiter Weltkrieg
In der Zeit des Nationalsozialismus, besonders ab 1943, wurden die Siebenbürger Sachsen, so wie alle anderen Rumäniendeutschen als Volksdeutsche, in die Politik des Deutschen Reiches 1933 bis 1945 eingebunden.
Innerhalb Siebenbürgens kam es 1940 zudem zu einer zunächst dramatisch erscheinenden Umwälzung, die jedoch durch die Folgen des Krieges noch weit übertroffen werden sollte. Nordsiebenbürgen wurde durch den 2. Wiener Schiedsspruch von Mittel- und Südsiebenbürgen getrennt und mit den Szeklergebieten Ungarn zugeschlagen. Das erste Mal in ihrer Geschichte fanden sich die Siebenbürger Sachsen in zwei verschiedenen Staaten wieder.
Nordsiebenbürgen war nun ein Gebiet des Volksbundes der Deutschen in Ungarn. In Südsiebenbürgen wurde die von der deutschen Regierung geführte deutsche Volksgruppe eingerichtet, die sämtliche kulturellen, politischen und wirtschaftlichen Organisationen nach reichsdeutschem Vorbild gleichschaltete. So diente auch ein Großteil der wehrfähigen Siebenbürger Sachsen bei deutschen Frontverbänden. Dies war eine – offiziell – freiwillige Angelegenheit, der jedoch durch internen Druck der deutschen Volksgruppe sehr viel Wirkung verliehen wurde. Für Nordsiebenbürgen gab es ein spezielles Abkommen zwischen dem ungarischen Staat und der Reichsregierung, das das Einziehen volksdeutscher Rekruten zur deutschen Wehrmacht vorsah.
Etwa 95 % der wehrfähigen Rumäniendeutschen dienten bei den Frontverbänden der Waffen-SS (etwa 63.000 Personen), während manche zu Einheiten mit polizeilichen Funktionen wie den SD-Sonderkommandos kamen, davon mindestens 2.000 KZ-Wachkompanien angehörten, wovon wiederum mindestens 55 % in einem Vernichtungslager (vorwiegend Auschwitz und Lublin) gedient haben. Ungefähr 15 % der in der Waffen-SS dienenden Rumäniendeutschen starben im Krieg, jedoch kehrten von den Überlebenden nur wenige Tausend nach Rumänien zurück.
Der Wechsel Rumäniens auf die Seite der Alliierten am 23. August 1944 wurde von der deutschen Bevölkerung als Zusammenbruch bezeichnet. Die weitreichenden Folgen dieses Geschehens stellten die Existenz der gesamten Volksgruppe in Frage. Es war sozusagen der Anfang vom Ende der in Siebenbürgen ansässigen Gemeinschaft der Siebenbürger Sachsen.
Als die Front nach Nordsiebenbürgen vorrückte, ordnete der deutsche General Artur Phleps die Evakuierung der Deutschen aus dem Nösnerland, dem Reener Ländchen und einiger Dörfer um Zendersch und Rode, in Südsiebenbürgen, an. Da diese Regionen damals noch zu dem mit Deutschland verbündeten Ungarn gehörten, konnten die Zwangsevakuierungen mit militärischem Druck der Wehrmacht durchgesetzt werden. Im rumänischen Teil Siebenbürgens fanden hingegen keinerlei Evakuierungsmaßnahmen statt.
Am 7. September begann die Flucht vor den sowjetischen Truppen. Aus den Städten Bistritz und Sächsisch-Regen wurde die deutsche Bevölkerung mit der Bahn und Lastwagen der Wehrmacht abtransportiert. Ab dem 9. September brachen die Bewohner der deutschen Dörfer in langen Trecks in Richtung Reichsgrenze auf. Die meisten gelangten nach Österreich, einige wenige konnten sich nach Deutschland absetzen und der kleine Rest, dem dies nicht gelang, wurde vom Kriegsgeschehen überrollt und nach Siebenbürgen zurückverfrachtet. Von 298.000 im Jahre 1941 in Siebenbürgen lebenden Deutschen waren schon während des Krieges etwa 50.000 Personen verschwunden.

#### Nachkriegszeit

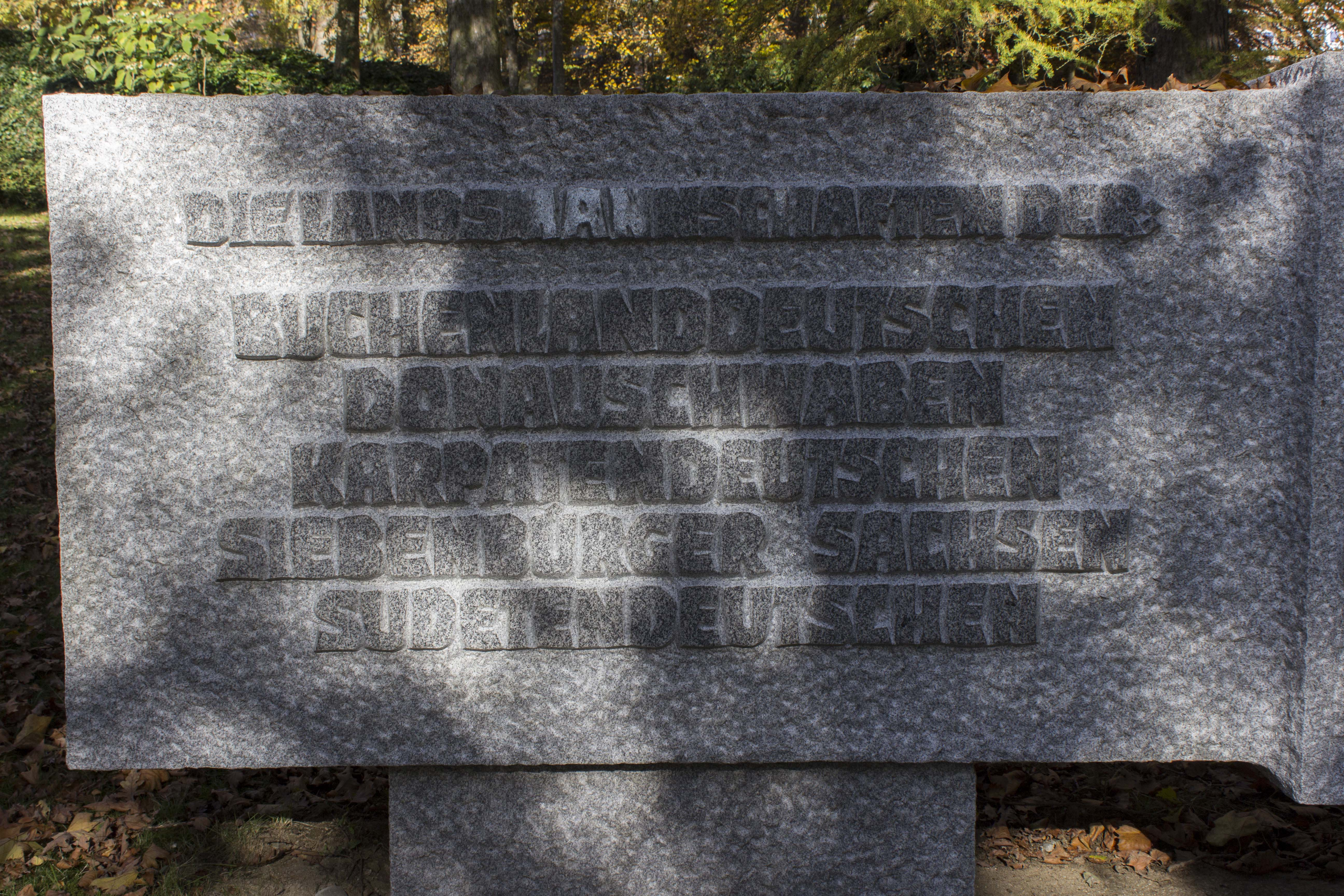
Vertriebenendenkmal in Linz

Anfang 1945 begann die Verschleppung zur Zwangsarbeit von etwa 30.000 Siebenbürger Sachsen in die Ukrainische SSR (Donezbecken) und andere Gebiete bis zum Ural. „Ausgehoben“ wurden alle nicht eingezogenen Männer zwischen 17 und 45 sowie alle Frauen von 18 bis 35. Die Verluste dabei waren erheblich. Die verbliebenen Deutschen wurden totalenteignet, zeitweise entrechtet (bis 1956, Wahlrecht schon wieder ab 1950) und sahen sich staatlicher Diskriminierung und heftiger Repression ausgesetzt.
Da in ganz Rumänien die privaten Produktionsmittel verstaatlicht wurden (11. Juni 1948), war von dieser Maßnahme auch die deutsche Minderheit betroffen, allerdings schon früher und sehr viel rücksichtsloser und härter als der Rest der Bevölkerung. Ab 1946 wurden der sächsischen Bevölkerung sämtliche landwirtschaftlichen Nutzflächen (Äcker, Wiesen, Weingärten) enteignet und Rumänen übergeben (diese mussten jene Besitztümer jedoch mit dem Aufkommen der Kollektivwirtschaft bis Ende der 1950er Jahre wieder abgeben). Außerdem wurden die Ackergeräte und ein Großteil der Lagerbestände (Getreide, Wein) und des Nutzviehs (Schweine, Rinder etc.) enteignet und an rumänische Kolonisten aus dem Altreich vergeben. Gleiches geschah in den Dörfern mit vielen sächsischen Höfen, in den Städten mit den Häusern und Wohnungen, den Geschäften und Betrieben, samt Interieur. Nach 1956 wurde ein Teil der konfiszierten Häuser der Deutschen, insbesondere in den kleineren Gemeinden, den rechtmäßigen Besitzern zurückgegeben – im Gegenzug mussten diese dafür jedoch in die Kollektive der nun kommunistisch gelenkten Landwirtschaftsbetriebe eintreten. Der Kirchenbesitz (gemeint sind hier Kirchengrund, Wälder, Immobilien wie z. B. Schulgebäude – ausgenommen waren nur die Kirchengebäude selbst) wurde ebenso verstaatlicht wie die deutschen Schulen, die zuvor der Evangelischen Kirche A.B. unterstanden hatten. Zudem mussten alle deutschen Tageszeitungen und Wochenblätter eingestellt werden.
Alle Fabriken, Maschinen, Geschäfte, Felder, Wälder, Weinberge, unbebauten Grundstücke, unzählige Immobilien, die Sparvereine und Versicherungen (mit ihren Einlagen), die sich im Besitz der Siebenbürger Sachsen befunden hatten, sowie die zwei großen Kreditinstitute der deutschen Minderheit (Kronstädter Sparkasse und Hermannstädter Sparkassa) verleibte sich der rumänische Staat ein. Auf diese Art und Weise wurden die Siebenbürger Sachsen nicht nur ihres Besitzes und ihres Rechts beraubt, sondern die Lebensgrundlage der Volksgruppe nachhaltig zerstört. Im kulturellen Bereich setzten besonders die Schauprozesse in der zweiten Hälfte der 1950er Jahre (wie etwa der Kronstädter Schriftstellerprozess und der Schwarze-Kirche-Prozess) die Siebenbürger Sachsen unter Druck. All dies waren auch Gründe für die später oft freiwillige Ausreise.
Ende der 1950er Jahre setzte die Familienzusammenführung mit den schon in Deutschland lebenden Siebenbürger Sachsen ein. Eine nicht endende Auswanderungskette entstand, die sich seit der Mitte der 1970er Jahre zu einer regelrechten Emigrationswelle steigerte. Ab 1969 sorgte ein Abkommen zwischen Rumänien und der Bundesrepublik Deutschland für einen kontinuierlichen Auswanderungsfluss von Personen deutscher Nationalität aus Rumänien. Geplant war, den „Transfer“ der deutschen Bevölkerung 2007 vollständig abgeschlossen zu haben. Für ca. 10.000 DM pro Person kaufte der westdeutsche Staat die Deutschen dem rumänischen Staate ab. Darüber hinaus wurden die Auswanderungswilligen gezwungen, ihr Eigentum (insbesondere Wohnimmobilien und Grundstücke) an den Staat abzugeben und sich somit weit unter dem normal erzielbaren Preis vom kommunistischen Staat mit einer geringen Summe zwangsentschädigen zu lassen. Zudem wurde für das Aufgeben der rumänischen Staatsbürgerschaft ebenfalls Geld verlangt. So verdiente der Staat mehrfach an den Auswanderern.
Daneben führte eine forcierte Ansiedlung von Rumänen aus dem Altreich (Moldau und Walachei) dazu, dass die Siebenbürger Sachsen in ihren angestammten Gebieten zahlenmäßig immer mehr ins Hintertreffen gerieten und zunehmend marginalisiert wurden. Darüber hinaus führte eine latente Diskriminierungshaltung der staatlichen Stellen dazu, dass offizielle Ämter stets mit Rumänen besetzt wurden und deutschsprachige Bewerber deutlich verminderte berufliche Aufstiegsmöglichkeiten besaßen. Explizite Minderheitenrechte gab es keine. Eine Ausnahme bildete das Schulwesen, wo deutschsprachiger Unterricht zwar toleriert, jedoch zunehmend auch dort zurückgedrängt wurde, da sukzessive mehr und mehr Fächer und Prüfungen auf Rumänisch abgehalten werden mussten. All diese Maßnahmen zielten auf eine schleichende Assimilierung der deutschsprachigen Siebenbürger Sachsen hin und waren wohl mit ein Grund für die Auswanderungswelle nach der Grenzöffnung 1989.

#### Seit 1989
1989 zählte man noch etwa 115.000 Siebenbürger Sachsen in Siebenbürgen. Von diesen verließen binnen zweier Jahre, von 1990 bis 1992, noch einmal mehr als 90.000 das Land. Die Zahl der deutschen Minderheit in Siebenbürgen sank Ende der 1990er Jahre schließlich auf unter 20.000. Wertvolle historische Gebäude/Dörfer verfallen zunehmend. Der Auswanderungsschock legte sich in den Folgejahren erst langsam.

DFDR-Logo

Die Siebenbürger Sachsen und weitere deutschsprachige Gruppen im heutigen Rumänien werden seit der Demokratisierung Rumäniens durch das Demokratische Forum der Deutschen in Rumänien (DFDR) vertreten und haben so erstmals seit der Vorkriegszeit wieder eine politische Interessenvertretung in Rumänien. Weltweit bestehen Interessenvertretungen in Deutschland (Verband der Siebenbürger Sachsen in Deutschland e. V.), in Österreich (Bundesverband der Siebenbürger Sachsen in Österreich), in Kanada (Landsmannschaft der Siebenbürger Sachsen in Kanada) sowie den USA (Alliance of Transylvanian Saxons in the USA), die in einer Föderation der Siebenbürger Sachsen zusammengeschlossen sind.
Bei den Kommunalwahlen 2000, besonders aber bei jenen im Jahr 2004 zeigte sich, dass es den Siebenbürger Sachsen trotz Abwanderung der Mehrheit ihrer Bevölkerung gelungen ist, im Kreis Sibiu auf politisch-administrativer Ebene wieder an Bedeutung zu gewinnen und zu einem nicht unwesentlichen Faktor des öffentlichen Lebens zu werden. Neben dem Präsidenten Rumäniens (Klaus Johannis) und dem Bürgermeister von Heltau (Johann Krech) stellte das DFDR auch den Kreisratsvorsitzenden des Kreises Hermannstadt (Martin Bottesch).

## Siebenbürger Sachsen als Gemeinschaft im heutigen Siebenbürgen
Während sich die Siebenbürger Sachsen im Laufe der Geschichte bis zur Wende im Jahre 1989 als starke Gemeinschaft mit hohem Integrationsvermögen für die einzelnen Mitglieder verstanden, die sich erfolgreich gegen Assimilation zur Wehr setzen konnten, wird heute äußerst kontrovers über das Selbstverständnis der noch in Siebenbürgen Verbliebenen diskutiert.
95 % der sächsischen Bevölkerung haben das Land verlassen, der Rest ist überaltert (das Durchschnittsalter liegt mittlerweile bei ca. 60 Jahren) und die wenigen Jüngeren finden unter ihresgleichen keine Partner mehr. Dies ebnet der lange verhinderten Assimilation den Weg und stellt die Gemeinschaft an sich immer mehr in Frage, zumal es sich bei vielen Zugängen in die evangelischen Kirchengemeinden (die es durchaus gibt) um Rumänen oder Kinder aus Mischehen handelt.
Obwohl die Auswanderung mittlerweile vollständig verebbt ist, sterben jedes Jahr sehr viel mehr Alte, als Kinder geboren werden. Ob die Ausgewanderten in nennenswerter Zahl zurückkehren werden, um der Gemeinschaft demographisch einen neuen Aufschwung zu ermöglichen, ist mehr als fraglich.
Dennoch ist nicht zu übersehen, dass die Gemeinschaft sich vom Auswanderungsschock erholt hat, wieder an Bedeutung gewinnt und ein Aufwärtstrend zu verzeichnen ist. Dies gilt allerdings fast ausschließlich für die Stadtgemeinden, die teilweise sogar durch Geburten, Zuwanderungen bzw. Eintritte in die dortigen Kirchengemeinden wachsen. In den meisten Dörfern hingegen gibt es keine Sachsen unter 60 Jahren mehr und somit auch keine Aussicht auf Reaktivierung oder Neuschaffung von Strukturen. Dort sind die Bezirkskonsistorien der evangelischen Landeskirche damit befasst, „Abwicklung“ zu betreiben. Gebäude werden verkauft oder vermietet, Kirchen umgewidmet oder baulich gesichert, nachdem man die Wertgegenstände und Altäre der aufzulösenden Gemeinden in die Archive und Lager in Hermannstadt, Mediasch, Schäßburg oder Kronstadt überführt hat.
2007 gehörten den Kirchenbezirken Mühlbach, Hermannstadt, Mediasch, Schäßburg und Kronstadt der Evangelischen Kirche A.B. in Rumänien noch 13.927 Gemeindeglieder in 246 Gemeinden an, wobei dies nicht die genaue Anzahl der noch in Siebenbürgen befindlichen Siebenbürger Sachsen wiedergibt. Aus der Kirche Ausgetretene sind in den Erhebungen der evangelischen Landeskirche nicht erfasst, wohl aber die Evangelischen aus der Hauptstadt Bukarest. Es wird stets nur die „Seelenzahl“ der betreffenden Gemeinde angegeben, also die Anzahl der Kirchenmitglieder. Größere Gemeinden mit mehr als 200 Mitgliedern gibt es ausnahmslos in Städten (Hermannstadt 1427, Kronstadt 1089, Bukarest 972, Mediasch 855, Schäßburg 515, Zeiden 463, Heltau 366, Fogarasch 313, Bistritz 287, Sächsisch-Regen 270, Bartholomä (Ortsteil von Kronstadt) 215).
Der zurzeit in Rumänien prominenteste Siebenbürger Sachse ist Klaus Johannis, der bis 2025 amtierende Staatspräsident und langjährige Bürgermeister von Hermannstadt. Das DFDR hält in Siebenbürgen noch weitere Bürgermeisterposten (Heltau, Freck). Bei der Kommunalwahl 2008 wurden Klaus Johannis und auch der Kreisratsvorsitzende Martin Bottesch im Amt bestätigt. Gemeinderäte bzw. Stadträte des DFDR in Siebenbürgen gibt es außer in den erwähnten Orten auch in Kerz, Reps, Zeiden und Bodendorf. In Mediasch wurde ebenfalls ein siebenbürgisch-sächsischer Bürgermeister – und ehemaliger Kandidat des DFDR – wiedergewählt (Daniel Thellmann), der allerdings kurz vor der Wahl, samt Mannschaft zur rumänischen Demokratisch-Liberalen Partei (PDL) übergetreten war. Im Kreis Hermannstadt werden mithin die wichtigsten politischen Posten (Kreisratsvorsitz, Bürgermeister der größten Städte) von Mitgliedern der deutschen Minderheit gestellt.

## Siebenbürger Sachsen außerhalb Siebenbürgens
In Deutschland, Österreich, Kanada und den USA werden die Siebenbürger Sachsen durch landsmannschaftliche Verbände vertreten, die zusammen mit dem DFDR; rumänisch FDGR in der weltweiten Föderation der Siebenbürger Sachsen zusammengeschlossen sind. Vorsitzender der Föderation ist Bernd Fabritius. Bundesvorsitzende des Verbandes der Siebenbürger Sachsen in Deutschland e. V. ist seit 2019 Rainer Lehni. Sitz der Bundes- und Föderationsgeschäftsstelle ist München. Heimatmuseen der in Deutschland wohnenden Siebenbürger Sachsen befinden sich in u. a. in Gundelsheim und in Wiehl-Drabenderhöhe im Oberbergischen Kreis. 2015 kaufte der Verein Siebenbürgisches Kulturzentrum „Schloss Horneck“ e. V. (Spendenaktion der Siebenbürger Sachsen) das Schloss Horneck und führt das Siebenbürgen-Institut mit Bibliothek und Archiv und dem Siebenbürgischen Museum weiter.

## Religion
Die Siebenbürger Sachsen sind seit der Reformation durch Honterus evangelisch. Bis heute besitzen sie einen eigenen Bischof, der die Evangelische Kirche A.B. in Rumänien leitet. Christoph Michael Klein war bis Oktober 2010 Sachsenbischof und eine der letzten großen Integrationsfiguren der geschrumpften Gemeinschaft. Am 12. Dezember 2010 folgte ihm Reinhart Guib.
Im 16. Jahrhundert hatte sich zum Teil auch der radikal-reformatorische Unitarismus unter den Siebenbürger Sachsen verbreitet. Die deutsche unitarische Gemeinde in Klausenburg bestand etwa 160 Jahre. Bekannte Pfarrer waren u. a. Elias Gczmidele, Erasmus Johannis, Johann (Johannes) Broser, Valentin Radecke, Joachim Stegmann, Adam Frank und Andreas Belleschdörfer (Jövedécsi András). Gczmidele vertrat sozialkritische und täuferisch-spiritualistische Positionen, Erasmus Johannis dagegen eine (im Vergleich zu den ungarischsprachigen unitarischen Gemeinden) konservativere und die Präexistenz Christi anerkennende Version des Unitarismus, die in jener Zeit prägend für die deutschsprachigen Unitarier Siebenbürgens werden sollte. Radecke war später stark an der konfessionellen Konsolidierung des Unitarismus interessiert, verfasste im 17. ein (sozzinianisch geprägtes) deutschsprachiges unitarisches Gesangbuch wie auch einen Katechismus und war zwischen 1616 und 1632 Leiter der Unitarischen Kirche. Belleschdörfer stammte vom Komitatsboden, studierte später in Bremen und Leiden und wurde 1689 Pfarrer der Stadtpfarrkirche (Michaelskirche).

## Sprache
Das Siebenbürgisch-Sächsische ist eine überwiegend moselfränkisch geprägte Reliktmundart, teilweise auf dem Entwicklungsstand des Mittelhochdeutschen. Es ist eine der ältesten noch erhaltenen deutschen Siedlersprachen, die ab dem 12. Jahrhundert als Ausgleichsdialekt verschiedener Mundarten entstand und viele mittelalterliche Formen und Idiome konserviert hat, wobei die westmitteldeutschen Elemente deutlich überwiegen. Somit sind die nächstverwandten Dialekte das Ripuarische und das Luxemburgische.
Der Kontakt mit Magyaren (Szeklern) und Rumänen vermittelte über Jahrhunderte hinweg auch Einflüsse aus diesen Sprachen. Stärkere Prägung jedoch hatte ab dem 16. Jahrhundert die Reformation und die Sprache der Lutherbibel, wodurch das Neuhochdeutsche zur Schriftsprache der Siebenbürger Sachsen wurde. In der gesprochenen Sprache, im Privatbereich also, dominierte hingegen stets der siebenbürgisch-sächsische Dialekt, sowohl in den Dörfern Siebenbürgens als auch in den urbanen Zentren wie Kronstadt, Hermannstadt, Schäßburg und Bistritz.
Schrift- und Schulsprache war in Siebenbürgen von alters her Latein. Erst durch die Reformation gewann das (Hoch-)Deutsche an Bedeutung. Kirchliche Verkündigungssprache in den Dörfern blieb jedoch bis ins späte 19. Jahrhundert das Sächsische. Die Mundart war anders als in anderen Regionen nicht auf private Sprachdomänen beschränkt, sondern wurde von allen Schichten der sächsischen Bevölkerung gesprochen, wenn auch in vielen verschiedenen Dorfdialekten, die sich teilweise deutlich voneinander unterscheiden lassen. In den bürgerlichen Kreisen der sächsischen Städte entwickelte sich jedoch ein abgeschliffeneres Stadtsächsisch, das viele althergebrachte Wörter durch standarddeutsche Begriffe ersetzte. Im 18. und 19. Jahrhundert, als Siebenbürgen zum Habsburgerreich gehörte, gab es einen relativ starken österreichischen Einfluss. Zahlreiche Wörter und die Aussprache damals übernommener Begriffe ähneln dem Wiener Deutsch jener Zeit. Durch die Massenauswanderung nach Westdeutschland vor und nach der rumänischen Revolution, wodurch auch praktisch alle im Lande verbliebenen Sachsen heute Verwandte in Deutschland haben, kommt in jüngster Zeit der sprachliche Einfluss hauptsächlich von dort.

## Musik
Das siebenbürgische Liedgut umfasst sowohl Texte in deutscher als auch in sächsischer Sprache. So wurde zum Beispiel die Hymne Siebenbürgen Land des Segens auf Deutsch, andere, wie zum Beispiel Motterharz tea Adelstin (Mutterherz, du Edelstein), auf Sächsisch verfasst. Der Großteil des sächsischen Liedgutes spielt im 3/4-Takt. In den Texten geht es meistens um Arbeit, Dorfleben, Heimat, Naturerlebnisse oder Liebe und Treue. Sehr bekannte Beispiele wären Det Medche vun Urbichen (Das Mädchen von Urwegen), Of der Goaß, do stiht an Bunk (Auf der Gaß, da steht eine Bank), Af deser Ierd (Auf dieser Erde) oder Äm Hontertstrooch (Im Holderstrauch).
Kritische oder politische Aussagen sind auffallend gering. Bis zum Ende der zweiten Auswanderungswelle wurden diese Lieder bei den regelmäßig abgehaltenen Festen (z. B. zum Kronenfest an Peter und Paul, aber auch zu Hochzeiten und Nachbarschaften) gemeinsam, meist ohne Begleitung gesungen. Bei Beerdigungen wurden häufig die Trauernden von den Musikanten der örtlichen Blaskapellen, den Adjuvanten, zum Friedhof begleitet.

## Autoren
- Ursula Ackrill: Zeiden, im Januar
- Wolf von Aichelburg
- Hans Bergel: Tanz in Ketten, Wenn die Adler kommen, Gesichter einer Landschaft
- Gustav Gräser: Erdsternzeit, Tao (Nachdichtung), Gedichte des Wanderers
- Karin Gündisch:  Weit, hinter den Wäldern, Im Land der Schokolade und Bananen, Das Paradies liegt in Amerika
- Josef Haltrich: Deutsche Volksmärchen aus dem Sachsenlande in Siebenbürgen
- Georg Maurer
- Adolf Meschendörfer: Die Stadt im Osten, Der Büffelbrunnen
- Oskar Pastior, Georg-Büchner-Preis (2006)
- Oskar Paulini
- Stephan Ludwig Roth
- Georg Scherg
- Eginald Schlattner: Der geköpfte Hahn, Rote Handschuhe, Das Klavier im Nebel
- Dieter Schlesak: Capesius, der Auschwitzapotheker, Vaterlandstage, Weiße Gegend
- Paul Schuster: Fünf Liter Zuika
- Walther Gottfried Seidner: Auf Wolke Sieben7Bürgen… Paradies in der Hölle …gute Nachtgeschichten.
- Gertrud Stephani-Klein
- Erwin Wittstock
- Joachim Wittstock
- Iris Wolff: Halber Stein, Leuchtende Schatten
- Heinrich Zillich

### Geschichte
- Ernst Schwarz: Die Herkunft der Siebenbürger und Zipser Sachsen (= Veröffentlichungen des Südostdeutschen Kulturwerkes. Band B 8). München 1957.
- Carl Göllner: Die Siebenbürger Sachsen in den Revolutionsjahren 1848–1849. Editura Academiei R.S.R., Bukarest 1967.
- Carl Göllner: Geschichte der Deutschen auf dem Gebiete Rumäniens. Band 1: 12. Jahrhundert – 1848. Kriterion Verlag, Bukarest 1979, DNB 800275470.
- Carl Göllner: Siebebürgisch-sächsische Persönlichkeiten; Porträts. Editura Politică, Bukarest 1981.
- Gernot Nussbächer: Aus Urkunden und Chroniken – Beiträge zur siebenbürgischen Heimatgeschichte. Zweiter Band. Kriterion Verlag, Bukarest 1985.
- Ernst Wagner: Geschichte der Siebenbürger Sachsen. Wort und Welt Verlag, Thaur bei Innsbruck 1990.
- Georg Weber u. a.: Die Deportation von Siebenbürger Sachsen in die Sowjetunion 1945–1949. Band 1: Die Deportation als historisches Geschehen; Band 2: Die Deportation als geographisches Ereignis. Band 3: Quellen und Bilder. Böhlau Verlag, Köln 1995.
- Carl Göllner: Die Siebenbürger Sachsen in den Jahren 1848–1918. Böhlau, Köln 1998.
- Konrad Gündisch: Siebenbürgen und die Siebenbürger Sachsen. Verlag Langen Müller, München 1998, ISBN 3-7844-2685-9.
- Paul Milata: Zwischen Hitler, Stalin und Antonescu. Rumäniendeutsche in der Waffen-SS. Böhlau, Köln u. a. 2007.
- Wilhelm Andreas Baumgärtner: Der vergessene Weg. Wie die Sachsen nach Siebenbürgen kamen. Hora, Hermannstadt 2007.
- Wilhelm Andreas Baumgärtner: Eine Welt im Aufbruch. Die Siebenbürger Sachsen im Spätmittelalter. Schiller, Hermannstadt/Bonn 2008.
- Heinz Günther Hüsch, Hannelore Baier, Dietmar Leber: Wege in die Freiheit – Deutsch-rumänische Dokumente zur Familienzusammenführung und Aussiedlung 1968–1989. Aachen / München / Neuss 2016, ISBN 978-3-934794-44-3.

### Kulturgeschichte
- Carl Göllner: Hexenprozesse in Siebenbürgen. Editura Dacia, Cluj 1971.
- Carl Göllner: Siebenbürgische Städte im Mittelalter. Ed. Științifică, Bukarest 1971.
- Georg Gerstner, Martin Rill: Siebenbürgen im Flug. Das deutsche Siedlungsgebiet: seine Kirchenburgen, Dörfer, Städte und Landschaften. Wort und Welt, München 1997, ISBN 3-932413-00-8.
- Irina Livezeanu: Cultura si nationalism în România Mare 1918–1930. (Kultur und Nationalismus in Großrumänien). Humanitas, Bukarest 1998.
- Gudrun-Liane Ittu: Cultura germanilor din România în perioada 1944–1989 (Die Kultur der Deutschen in Rumänien in der Zeitspanne 1944–1988). Sibiu, Lucian Blaga 2004.
- Wim van der Kallen, Henrik Lungagnini: Siebenbürgen. Tausend Jahre europäische Kultur. Weltbild Verlag, Augsburg 2008, ISBN 978-3-8289-0828-4.
- Michaela Nowotnick: Herbst über Siebenbürgen. Abschied von der Kultur der Rumäniendeutschen. In: NZZ.ch. Neue Zürcher Zeitung, 30. Dezember 2016.